# Argentina en la Copa Mundial de Fútbol
El debut de Argentina en la Copa Mundial de Fútbol se produjo en el primer mundial realizado por la FIFA, Uruguay 1930. Hasta el presente disputó 18 de las 22 ediciones, llegando a coronarse en tres, estas fueron Argentina 1978, México 1986 y Catar 2022.

## Ediciones

### Uruguay 1930

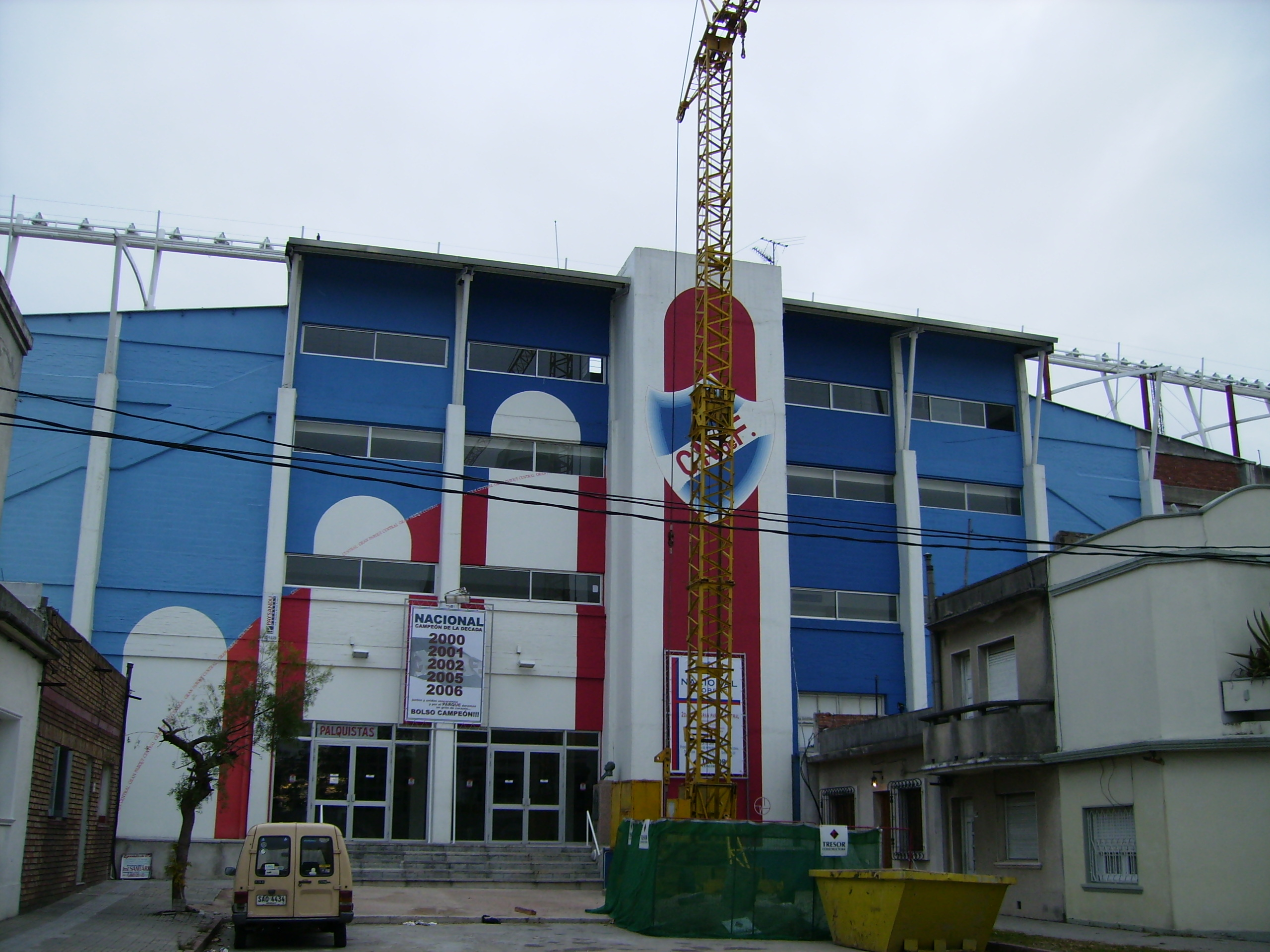
El Estadio Gran Parque Central de Montevideo. Allí Argentina tuvo su debut mundialista ante Francia

Argentina concurrió a la primera Copa Mundial como invitado al igual que los otros 11 participantes más el anfitrión. Se concentró en la Barra de Santa Lucía a pocos kilómetros de Montevideo.
El debut mundialista se produjo el 15 de julio de 1930 en el Estadio Gran Parque Central de Montevideo, ante Francia. A 10' del final el defensor Luis Monti convirtió el único tanto del partido. El árbitro brasilero Almeida Rego, se confundió y terminó el encuentro 6' antes, lo que provocó la ira del público, en su mayoría uruguayo, que invadió el terreno y llenó de gritos hostiles a los jugadores argentinos. Advertido del error el referí fue hasta los vestuarios y les pidió a los jugadores que regresaran a la cancha para completar el tiempo reglamentario. El resultado no se alteró y Argentina ganó 1:0.
La segunda participación argentina fue ante México en el Estadio Centenario de Montevideo en un partido en el que Argentina se impuso por 6:3 con tres goles de Guillermo Stábile, dos goles de Adolfo Zumelzú y uno de Francisco Varallo. El último partido, ante Chile era el definitivo, ya que el que ganaba se clasificaba a las semifinales del torneo. Los argentinos vencieron a Chile por 3:1 con dos goles de Guillermo Stábile y uno de Mario Evaristo, mientras que Guillermo Subiabre marcó el gol de Chile.
En las semifinales había que enfrentar a Estados Unidos, que venía de vencer a Bélgica y Paraguay por 3:0 a ambos. El partido fue un "trámite" para los argentinos que vencieron por 6:1 con dos goles de Guillermo Stábile, dos de Carlos Peucelle, uno de Luis Monti y otro de Alejandro Scopelli. James Brown descontó para los Estados Unidos.
Finalmente la final se jugó entre Argentina y Uruguay el 30 de julio en el Estadio Centenario. El clima se presentaba muy hostil para con los argentinos que sufrieron varias peripecias por parte de los uruguayos. Como cada equipo quería jugar con su propia balón de tiento se debió hacer un sorteo. El primer tiempo se jugó con la pelota argentina y el segundo con el balón uruguayo, obviamente.
A los 10' del primer tiempo el uruguayo Pablo Dorado abre el marcador del partido, pero Argentina reaccionó rápidamente y por medio del delantero de Huracán, Guillermo Stábile, empató el partido a los 20' del primer tiempo. A los 37' Carlos Peucelle adelantó a los argentinos y puso el encuentro 2:1.
Ya en el segundo tiempo el encuentro se hizo más reñido, y aprovechando la permisividad del árbitro, Héctor "El Manco" Castro golpeó con el muñón las costillas del arquero argentino y lo lesionó pero en aquel entonces no había cambios. A los 12' pero del segundo tiempo, José Pedro Cea empató el partido y Uruguay tomó el dominio del partido. Corrían 23' del segundo tiempo y Victoriano Santos Iriarte puso en ventaja a los locales. Ya faltando 1' para el final, Héctor Castro metió el 4:2 dándole así el primer campeonato del Mundo a Uruguay.

##### Primera fase
| Equipo    | PJ | Pts | PG | PE | PP | GF | GC | DG |
| --------- | -- | --- | -- | -- | -- | -- | -- | -- |
| Argentina | 3  | 6   | 3  | 0  | 0  | 10 | 4  | 6  |
| Chile     | 3  | 4   | 2  | 0  | 1  | 5  | 3  | 2  |
| Francia   | 3  | 2   | 1  | 0  | 2  | 4  | 3  | 1  |
| México    | 3  | 0   | 0  | 0  | 3  | 4  | 13 | -9 |

| 15 de julio de 1930, 16:00 | Argentina | 1:0 (0:0) | Francia | Estadio Parque Central, Montevideo                               |                                                                  |
|                            | Monti 81' | Reporte   |         | Asistencia: 3.000 espectadores Árbitro(s): Almeida Rego (Brasil) | Asistencia: 3.000 espectadores Árbitro(s): Almeida Rego (Brasil) |

| 19 de julio de 1930, 15:00 | Argentina                                             | 6:3 (3:1) | México                            | Estadio Centenario, Montevideo                                      |                                                                     |
|                            | Stábile 8', 17', 80' · Zumelzú 12', 55' · Varallo 53' | Reporte   | Rosas 42' (pen.), 65' · Gayón 75' | Asistencia: 5.000 espectadores Árbitro(s): Ulises Salcedo (Bolivia) | Asistencia: 5.000 espectadores Árbitro(s): Ulises Salcedo (Bolivia) |

| 22 de julio de 1930, 14:45 | Argentina                       | 3:1 (2:1) | Chile        | Estadio Centenario, Montevideo                                    |                                                                   |
|                            | Stábile 12', 13' · Evaristo 51' | Reporte   | Subiabre 15' | Asistencia: 1.000 espectadores Árbitro(s): Jan Langenus (Bélgica) | Asistencia: 1.000 espectadores Árbitro(s): Jan Langenus (Bélgica) |

##### Semifinal
| 26 de julio de 1930, 14:45 | Argentina                                                       | 6:1 (1:0) | Estados Unidos | Estadio Centenario, Montevideo                                     |                                                                    |
|                            | Monti 20' · Scopelli 56' · Stábile 69', 87' · Peucelle 80', 85' | Reporte   | Brown 89'      | Asistencia: 80.000 espectadores Árbitro(s): Jan Langenus (Bélgica) | Asistencia: 80.000 espectadores Árbitro(s): Jan Langenus (Bélgica) |

##### Final
| 30 de julio de 1930, 14:15 | Uruguay                                         | 4:2 (1:2) | Argentina                  | Estadio Centenario, Montevideo                                     |                                                                    |
|                            | Dorado 12' · Cea 57' · Iriarte 68' · Castro 89' | Reporte   | Peucelle 20' · Stábile 37' | Asistencia: 68.346 espectadores Árbitro(s): Jan Langenus (Bélgica) | Asistencia: 68.346 espectadores Árbitro(s): Jan Langenus (Bélgica) |

#### Estadísticas

##### Posiciones
| Equipo | Equipo         | Pts | PJ | PG | PE | PP | GF | GC | Dif | Rend  |
| ------ | -------------- | --- | -- | -- | -- | -- | -- | -- | --- | ----- |
| 1      | Uruguay        | 8   | 4  | 4  | 0  | 0  | 15 | 3  | +12 | 100%  |
| 2      | Argentina      | 8   | 5  | 4  | 0  | 1  | 18 | 9  | +9  | 80,0% |
| 3      | Estados Unidos | 4   | 3  | 2  | 0  | 1  | 7  | 6  | +1  | 66,6% |

##### Goleadores
| Jugador           | Goles |
| ----------------- | ----- |
| Guillermo Stábile | 8     |
| Carlos Peucelle   | 3     |
| Luis Monti        | 2     |

### Italia 1934
La Selección Argentina se presentó con un conjunto amateur que quedó afuera en el primer encuentro debido a que la Liga Argentina de Football, en la que se encontraban los mejores jugadores nacionales, no estaba afiliada a la FIFA, y además se negaba a prestar a sus jugadores para la selección por temor a que sus figuras principales, debido a su ascendencia italiana, finalmente recalen en el fútbol italiano y no regresen, tales los casos de Monti, Orsi y Guaita, por citar los más emblemáticos. Pese a los oficios de Roma, para que la Argentina envíe a una escuadra competitiva, esto no sucedió.
Entonces la AFA presentó un combinado de la Asociación Argentina de Football (Amateurs y Profesionales), que era la entidad oficial, con jugadores de clubes como Dock Sud, Estudiantil Porteño, Sportivo Barracas, entre otros, dirigidos por el italiano Filippo Pascucci.

##### Octavos de final
| 27 de mayo de 1934 | Suecia                       | 3:2 (1:1) | Argentina              | Stadio del Littoriale, Bolonia                                    |                                                                   |
|                    | Joansson 9', 67' · Kroon 79' | Reporte   | Belis 4' · Galateo 48' | Asistencia: 14 000 espectadores Árbitro(s): Erwin Braun (Austria) | Asistencia: 14 000 espectadores Árbitro(s): Erwin Braun (Austria) |

#### Estadísticas

##### Posiciones finales
| Equipo | Equipo    | Pts | PJ | PG | PE | PP | GF | GC | Dif | Rend |
| ------ | --------- | --- | -- | -- | -- | -- | -- | -- | --- | ---- |
| 8      | Suecia    | 2   | 2  | 1  | 0  | 1  | 4  | 4  | 0   | 50%  |
| 9      | Argentina | 0   | 1  | 0  | 0  | 1  | 2  | 3  | -1  | 0%   |
| 9      | Francia   | 0   | 1  | 0  | 0  | 1  | 2  | 3  | -1  | 0%   |

##### Goleadores
| Jugador         | Goles |
| --------------- | ----- |
| Ernesto Belis   | 1     |
| Alberto Galateo | 1     |

### Francia 1938
En Francia 12 de las 15 selecciones eran europeas y apenas hubo tres equipos participantes del resto del mundo. América del Sur dio la espalda al evento en protesta por la elección de un estado europeo, al no respetar la alternancia con Sudamérica y Argentina (que se había postulado para ser sede del torneo y perdió en la votación final contra Francia) desistió de participar, medida que apoyaron varios países sudamericanos.
Argentina reconsideró su posición, y las Federaciones de Bolivia y Argentina solicitaron a la FIFA extender la fecha de registro. La demanda fue aceptada, pero una semana antes de que expirara el nuevo plazo, los bolivianos se retiraron.
Argentina se había retirado originalmente el 3 de abril de 1937, después de no obtener los derechos organizativos. Lo reconsideraron y el 27 de octubre de 1937 se inscribieron para el Mundial, siempre que no tuvieran que jugar partidos de clasificación.
El 7 de noviembre de 1937, la FIFA aceptó su registro. Más tarde volvieron a ingresar en enero de 1938.
El 5 de marzo de 1938, día del sorteo de las finales en Francia, la FIFA consideró a Brasil como un equipo clasificado y determinó que Argentina tendría que jugar un partido de preclasificación contra Cuba, ganador de la zona centroamericana en Burdeos el 29 de mayo de 1938, aunque algunas fuentes citan que el encuentro sería frente a Rumania y que el Comité Organizador decidió que París sería la sede del partido el 31 de mayo.
Argentina pareció aceptar la decisión. El 9 de marzo de 1938, los clubes de Primera División de Argentina solicitaron al Consejo de Asociación que se retirara de participar en el Mundial. El 15 de marzo, el Consejo insistió en jugar el torneo. El 22 de marzo, Argentina finalmente se retiró de la Copa del Mundo. Finalmente, el 10 de abril, la Argentina envió un telegrama a la FIFA diciendo que estaban fuera del Mundial. El motivo aducido fue "solidaridad con Uruguay por el boicot de los europeos al Mundial de 1930". No obstante la AFA había nombrado a Emérico Hirschl como director técnico de la Selección Argentina, y algunas prácticas habían tenido lugar antes del retiro oficial de la competición, donde se podía encontrar el germen de La Máquina de River Plate, y nombres tales como Antonio Sastre, José María Minella, Ernesto Lazatti , Carlos Peucelle, Enrique Guaita, Vicente De la Mata, Bernabé Ferreyra , el Conejo Scopelli, Francisco Varallo, José Manuel Moreno, Adolfo Pedernera, Roberto Cherro, Alberto Zozaya, y el Chueco García.  
En el ámbito local, fue considerado una desgracia que la Argentina no haya presentado un equipo para jugar aquella Copa del Mundo, dado que el nivel por aquel entonces era muy superior al de Brasil, que a la postre finalizó tercera y el mundo comenzó a fijarse en ellos.

### Brasil 1950
Argentina anunció que no participaría del Mundial debido a diferencias existentes entre la AFA y la Confederación Brasileña de Deportes (CBD), las cuales nacieron en 1949 cuando Brasil organizó un Campeonato Sudamericano, al cual Argentina no se presentó, aduciendo razones de fuerza mayor. Esa fuerza mayor se trataba del éxodo de sus principales jugadores a Colombia. Por ese motivo, la CBD les prohibió a los equipos brasileños disputar partidos contra los argentinos.
El Bangú de Río de Janeiro debía jugar un amistoso contra un conjunto argentino en Chile, que no se llevó a cabo. La selección argentina, que ya se encontraba inscripta en las eliminatorias en un grupo con Chile y Bolivia, donde de los tres clasificaban los dos primeros, canceló el compromiso y se aisló hasta 1958.
La AFA, presidida por Valentín Suárez, calificó la actitud brasileña de inamistosa y declaró: "Hasta tanto puedan establecerse debidamente sus orígenes y alcances, la AFA se encuentra obligada a adoptar una inevitable medida en resguardo del indeclinable principio de dignidad y respeto". Finalmente la medida fue no concurrir al Mundial a realizarse en Brasil y cancelar a tal efecto la inscripción en el mismo.
Otra versión le atribuye la decisión al gobierno argentino presidido por Juan Domingo Perón, dado que Valentín Suárez le habría afirmado que no era posible asegurar un triunfo de la selección nacional. Sin embargo, no existen documentos que avalen esta hipótesis. Desde 1949 el fútbol argentino había sufrido una importante sangría de varios de sus mejores jugadores, debido a las represalias tomadas por los dirigentes de clubes luego de la huelga protagonizada por los futbolistas en 1948, en demanda de un régimen de contratación claro y transparente. Gran cantidad de jugadores se radicó en tierras colombianas (lo que daría lugar al llamado "El Dorado del fútbol"), gracias a que por entonces Colombia no se encontraba afiliada a la FIFA y por consiguiente no se veía en la obligación de pagarle un porcentaje al club de origen del jugador argentino, sino que todo el dinero se lo pagaban al futbolista.
Luego de finalizar el Mundial, el presidente brasileño Getúlio Vargas, quien a pesar de los problemas que existían entre las federaciones de fútbol de ambos países, tenía una excelente relación con su colega, presidente y militar argentino, Juan Perón, designó embajador de Brasil en Buenos Aires a Bautista Luzardo, y le encomendó la primordial misión de solucionar diplomáticamente el distanciamiento deportivo entre ambas naciones.

### Suiza 1954
Por las mismas razones que en el Mundial de 1950, la Selección Argentina se negó a participar, no obstante envió a Guillermo Stábile como observador, quien una vez finalizado el torneo, de regreso en el país, declaró: "si Argentina hubiera concurrido, habría tenido una actuación destacada".

### Suecia 1958
La eliminación de la selección argentina, dicen, comenzó en el mismo instante en que partió el equipo rumbo a Suecia. La desorganización llegó a tal extremo que únicamente llevaron un juego de camisetas, con lo cual, en el partido inaugural, luego de perder el sorteo por las casacas, debieron pedirle prestadas unas camisetas amarillas a un club local, el IFK Malmö. Tampoco tenían ropa para entrenarse, ni lugar para hacerlo.
El capitán de aquel seleccionado, Pedro Dellacha, recuerda lo ocurrido: "Lo que hubo fue una falta de responsabilidad en algunos muchachos. Tal vez porque no comprendían la verdadera importancia de un Mundial. Para ellos era lo mismo que jugar un partido en Buenos Aires. La verdad es que no hubo disciplina en ningún momento del torneo".
José Sanfilippo recuerda otra anécdota sobre la desorganización nacional: "...el periodismo le armaba el equipo al técnico y no conocíamos el color de la camiseta de los rivales".
Convencidos de que en Argentina se jugaba el mejor fútbol del mundo, la preparación en vistas al mundial fue más que escasa, tres partidos amistosos frente a Paraguay, Uruguay y el club Colo-Colo de Chile.

##### Primera fase
| Equipo            | Pts | PJ | PG | PE | PP | GF | GC | Dif |
| ----------------- | --- | -- | -- | -- | -- | -- | -- | --- |
| Irlanda del Norte | 5   | 4  | 2  | 1  | 1  | 6  | 6  | 0   |
| Alemania Federal  | 4   | 3  | 1  | 2  | 0  | 7  | 5  | 2   |
| Checoslovaquia    | 3   | 4  | 1  | 1  | 2  | 9  | 6  | 3   |
| Argentina         | 2   | 3  | 1  | 0  | 2  | 5  | 10 | -5  |

| 8 de junio de 1958, 19:00 | Argentina   | 1:3 (1:2) | Alemania Federal           | Estadio Örjans Vall, Halmstad                                           |                                                                         |
|                           | Corbatta 2' | Reporte   | Rahn 32', 79' · Seeler 40' | Asistencia: 32.000 espectadores Árbitro(s): Reginald Leafe (Inglaterra) | Asistencia: 32.000 espectadores Árbitro(s): Reginald Leafe (Inglaterra) |

| 11 de junio de 1958, 19:00 | Argentina                                     | 3:1 (1:1) | Irlanda del Norte | Estadio Örjans Vall, Halmstad                                    |                                                                  |
|                            | Corbatta 38' (pen.) · Menéndez 55' · Avio 59' | Reporte   | McParland 3'      | Asistencia: 14.000 espectadores Árbitro(s): Sten Ahlner (Suecia) | Asistencia: 14.000 espectadores Árbitro(s): Sten Ahlner (Suecia) |

| 15 de junio de 1958, 19:00 | Checoslovaquia                                               | 6:1 (3:0) | Argentina           | Olympiastadion, Helsingborg                                           |                                                                       |
|                            | Dvořák 8' · Zikán 17', 40' · Feureisl 69' · Hovorka 82', 89' | Reporte   | Corbatta 65' (pen.) | Asistencia: 20.000 espectadores Árbitro(s): Arthur Ellis (Inglaterra) | Asistencia: 20.000 espectadores Árbitro(s): Arthur Ellis (Inglaterra) |

#### Estadísticas

##### Posiciones
| Equipo | Equipo    | Pts | PJ | PG | PE | PP | GF | GC | Dif | Rend  |
| ------ | --------- | --- | -- | -- | -- | -- | -- | -- | --- | ----- |
| 12     | Paraguay  | 3   | 3  | 1  | 1  | 1  | 9  | 12 | -3  | 50,0% |
| 13     | Argentina | 2   | 3  | 1  | 0  | 2  | 5  | 10 | -5  | 33,3% |
| 14     | Escocia   | 1   | 3  | 0  | 1  | 2  | 4  | 6  | -2  | 16,7% |

##### Goleadores
| Jugador           | Goles |
| ----------------- | ----- |
| Orestes Corbatta  | 3     |
| Ludovico Avio     | 1     |
| Norberto Menéndez | 1     |

### Chile 1962
El DT, Juan Carlos Lorenzo, a quien los dirigentes lo hicieron asumir cuatro meses antes de comenzado el torneo, obligando a renunciar a Victorio Spinetto, cuando Lorenzo hacía tan solo seis meses que se encontraba en el país, debido a que llevaba trabajando trece años en Europa como entrenador de diversos clubes.
Sobre el director técnico, varios jugadores coincidían: "Lo peor de todo es que en medio de un entrenamiento o de una charla se ponía a hablarnos en italiano y no entendíamos nada".
El entrenador argentino cambió tantas veces la formación titular en tan pocos cotejos que sólo Silvio Marzolini y Federico Sacchi jugaron los tres partidos que disputó el seleccionado. Incluso de los 22 jugadores que integraron el seleccionado, sólo tres no jugaron un partido (en esa época no se realizaban cambios).

##### Primera fase
| Equipo     | Pts | PJ | PG | PE | PP | GF | GC |
| ---------- | --- | -- | -- | -- | -- | -- | -- |
| Hungría    | 5   | 3  | 2  | 1  | 0  | 8  | 2  |
| Inglaterra | 3   | 3  | 1  | 1  | 1  | 4  | 3  |
| Argentina  | 3   | 3  | 1  | 1  | 1  | 2  | 3  |
| Bulgaria   | 1   | 3  | 0  | 1  | 2  | 1  | 7  |

| 30 de mayo de 1962 | Argentina  | 1:0 (1:0) | Bulgaria | Est. Braden Cooper Co., Rancagua                                     |                                                                      |
|                    | Facundo 4' |           |          | Asistencia: 7.134 espectadores Árbitro(s): Juan Gardeazabal (España) | Asistencia: 7.134 espectadores Árbitro(s): Juan Gardeazabal (España) |

| 2 de junio de 1962 | Inglaterra                                      | 3:1 (2:0) | Argentina      | Est. Braden Cooper Co., Rancagua                                               |                                                                                |
|                    | Flowers 17' (pen.) · Charlton 42' · Greaves 67' |           | Sanfilippo 81' | Asistencia: 9.794 espectadores Árbitro(s): Nickolaj Latychev (Unión Soviética) | Asistencia: 9.794 espectadores Árbitro(s): Nickolaj Latychev (Unión Soviética) |

| 6 de junio de 1962 | Hungría | 0:0 | Argentina | Est. Braden Cooper Co., Rancagua                                  |  |
|                    |         |     |           | Asistencia: 7.945 espectadores Árbitro(s): Arturo Yamasaki (Perú) |  |

#### Estadísticas

##### Posiciones
| Equipo | Equipo    | Pts | PJ | PG | PE | PP | GF | GC | Dif | Rend  |
| ------ | --------- | --- | -- | -- | -- | -- | -- | -- | --- | ----- |
| 9      | Italia    | 3   | 3  | 1  | 1  | 1  | 3  | 2  | +1  | 50,0% |
| 10     | Argentina | 3   | 3  | 1  | 1  | 1  | 2  | 3  | -1  | 50,0% |
| 11     | México    | 2   | 3  | 1  | 0  | 2  | 3  | 4  | -1  | 33,3% |

##### Goleadores
| Jugador         | Goles |
| --------------- | ----- |
| Héctor Facundo  | 1     |
| José Sanfilippo | 1     |

### Inglaterra 1966
Argentina quería cambiar la imagen de cara a la Copa del Mundo de 1966. Bajo la conducción técnica de José María Minella, Argentina había conquistado la Copa de las Naciones en 1964 y pasó sin demasiados sobresaltos las eliminatorias. Sin embargo la AFA decidió terminar este ciclo y contratar a Osvaldo Zubeldía, quien renunció a casi un mes del mundial. Su lugar lo tomó Juan Carlos Lorenzo. "Un buen resultado sería no perder" dijo Juan Carlos Lorenzo a sus jugadores previo al primer partido frente a Alemania Federal. Finalmente se empató 0:0.
Argentina avanzó de ronda sin sobresaltos, venciendo a España y a Suiza por 2:1 y 2:0 respectivamente. En la segunda rueda tocaba enfrentar a los locales, Inglaterra.
En los días previos al encuentro entre Argentina e Inglaterra, la famosa BBC de Londres, se cansó de reiterar un foul cometido por Albrecht a un delantero alemán, como alertando a su seleccionado del juego brusco de los visitantes.
Quizás por esa propaganda fue tan famosa la expulsión sufrida el 23 de junio, a los 36' del primer tiempo, por el capitán del equipo argentino Antonio Rattín, quien encaró al árbitro Rudolf Kreitlein, después de una infracción cobrada contra su equipo y fue expulsado.
La intención del diez argentino, era enfriar el juego ya que Inglaterra estaba encerrando a la selección nacional contra el arco de Antonio Roma, el mediocampista insistía con comunicarse con el referí, Rattín no hablaba ni alemán ni inglés, mientras que Kreitlein no entendía ni una palabra de castellano.
Como todavía no se había implementado el uso de las tarjetas amarilla ni roja, el jugador, una vez expulsado, se quedó diez minutos en el campo de juego, argumentando que no entendía lo que el árbitro le decía; finalmente tuvo que ingresar un traductor para que Rattín se retirara.
"Es que me miró con mala intención por eso me di cuenta que me había insultado", dijo Kreitlein.
Después, Rattin se sentó plácidamente sobre la alfombra roja de la Reina Isabel de Inglaterra, que se extendía desde la cancha al palco real y antes de retirarse tuvo tiempo de estrujar el banderín del córner, que tenía la bandera del Reino Unido, mientras lo despedían 70.000 ingleses al grito de "animals, animals" ("animales, animales"), tal como los habían empezado a llamar a los argentinos por esas tierras.
Finalmente, con un jugador menos, Argentina intentó sobrevivir en el partido como pudo con alguna que otra jugada aislada de Ermindo Onega o de Pinino Más, pero a los 33' del segundo tiempo, Inglaterra se puso en ventaja con un gol de Geoff Hurst y el resultado no se modificaría.
El seleccionado volvió a Argentina con un clima de euforia general pese a los resultados, bajo el lema de "Campeones Morales".

##### Primera fase
| Equipo           | Pts | PJ | PG | PE | PP | GF | GC |
| ---------------- | --- | -- | -- | -- | -- | -- | -- |
| Alemania Federal | 5   | 3  | 2  | 1  | 0  | 7  | 1  |
| Argentina        | 5   | 3  | 2  | 1  | 0  | 4  | 1  |
| España           | 2   | 3  | 1  | 0  | 2  | 4  | 5  |
| Suiza            | 0   | 3  | 0  | 0  | 3  | 1  | 9  |

| 13 de julio de 1966 | Argentina       | 2:1 (0:0) | España    | Villa Park, Birmingham                                                     |                                                                            |
|                     | Artime 65', 79' |           | Pirri 67' | Asistencia: 47.000 espectadores Árbitro(s): Dimitar Roumentchev (Bulgaria) | Asistencia: 47.000 espectadores Árbitro(s): Dimitar Roumentchev (Bulgaria) |

| 16 de julio de 1966 | Alemania Federal | 0:0 | Argentina | Villa Park, Birmingham                                                      |  |
|                     |                  |     |           | Asistencia: 51.000 espectadores Árbitro(s): Konstantin Zecevic (Yugoslavia) |  |

| 19 de julio de 1966 | Argentina              | 2:0 (0:0) | Suiza | Estadio Hillsborough, Sheffield                                                 |                                                                                 |
|                     | Artime 53' · Onega 81' |           |       | Asistencia: 32.000 espectadores Árbitro(s): Fernandes Joaquim Campos (Portugal) | Asistencia: 32.000 espectadores Árbitro(s): Fernandes Joaquim Campos (Portugal) |

##### Cuartos de final
| 23 de julio de 1966 | Inglaterra | 1:0 (0:0) | Argentina | Estadio de Wembley, Londres                                                     |                                                                                 |
|                     | Hurst 78'  |           |           | Asistencia: 90.000 espectadores Árbitro(s): Rudolf Kreitlein (Alemania Federal) | Asistencia: 90.000 espectadores Árbitro(s): Rudolf Kreitlein (Alemania Federal) |

#### Estadísticas

##### Posiciones finales
| Equipo | Equipo          | Pts | PJ | PG | PE | PP | GF | GC | Dif | Rend  |
| ------ | --------------- | --- | -- | -- | -- | -- | -- | -- | --- | ----- |
| 4      | Unión Soviética | 8   | 6  | 4  | 0  | 2  | 10 | 6  | +4  | 66,7% |
| 5      | Argentina       | 5   | 4  | 2  | 1  | 1  | 4  | 2  | +2  | 62,5% |
| 6      | Hungría         | 4   | 4  | 2  | 0  | 2  | 8  | 7  | +1  | 50,0% |

##### Goleadores
| Jugador       | Goles |
| ------------- | ----- |
| Luis Artime   | 3     |
| Ermindo Onega | 1     |

### México 1970
En este mundial, la Argentina volvió a quedarse con las ganas nuevamente de organizar un campeonato mundial, ya que seis años antes de que se realizara el torneo, en el congreso celebrado en Tokio la FIFA había aceptado dos argumentos presentados por México para elegirlo: iba a tener la infraestructura lista porque organizaría los Juegos Olímpicos de 1968, con la magnificencia del Estadio Azteca con capacidad para 105.000 espectadores y además transitaba por una realidad política más estable que la Argentina.
Argentina debió jugar las eliminatorias. Luego de las derrotas en La Paz y en Lima, Argentina debía ganarle en La Bombonera a Perú para acceder al Mundial. Finalmente empataron 2:2, con un gol bien anulado a la Argentina en último minuto (que hubiese sido 3:2) y con la figura descollante en Perú de Oswaldo Ramírez quien convirtió los dos goles de su equipo ese día., Fue la única Copa del Mundo a la cual Argentina no asistió por no haber superado el proceso clasificatorio, dado que las anteriores tres ausencias fueron por abstención a participar.

### Alemania Federal 1974

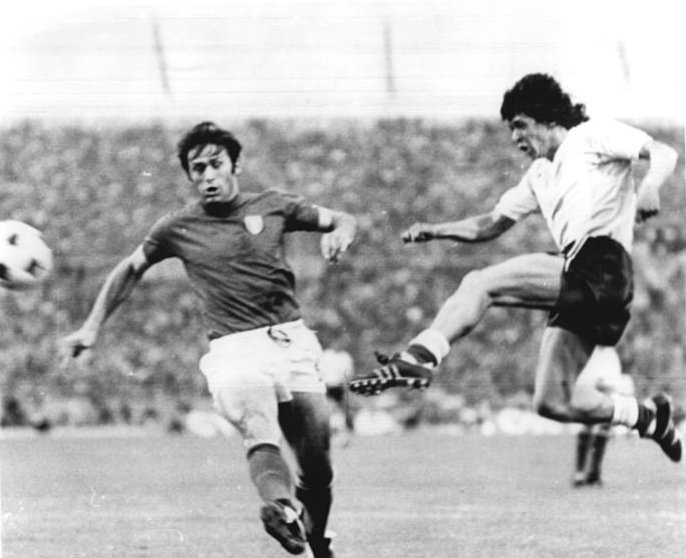
René Houseman anota frente a Italia el primer tanto del partido

En septiembre de 1972 se eligió como director técnico a Enríque Omar Sívori. La selección debía enfrentar a Paraguay y a Bolivia por las eliminatorias. Argentina logró la clasificación ganándole a Paraguay por 3:1 en Buenos Aires.
Muchos dirigentes pidieron el alejamiento de Sívori de la dirección técnica por su fuerte personalidad. Así, 1974 encontró a la Argentina sin técnico. La elección del nuevo DT recayó en Vladislao Cap. Desde esta Copa del Mundo, Argentina se ha clasificado ininterrumpidamente a todas las ediciones de la cita mundialista hasta la fecha.
El sorteo de la primera fase marcó como rivales a Polonia, Haití e Italia. Cayó ante Polonia por 3:2, venció a Haití por 4:1 y finalmente empató con Italia por 1:1. Esos resultados le bastaron para acceder a la segunda rueda donde se debería ver las caras con Brasil, Países Bajos y Alemania Democrática.
El primer partido fue ante Brasil y con derrota por 2:1, el segundo partido fue ante Holanda también con derrota pero esta vez por 4:0. En el último encuentro enfrentó a Alemania Democrática, ya sin posibilidades, en un partido con varios suplentes igualando 1:1.

##### Primera fase
| Equipo    | Pts | PJ | PG | PE | PP | GF | GC | Dif |
| --------- | --- | -- | -- | -- | -- | -- | -- | --- |
| Polonia   | 6   | 3  | 3  | 0  | 0  | 12 | 3  | 9   |
| Argentina | 3   | 3  | 1  | 1  | 1  | 7  | 5  | 2   |
| Italia    | 3   | 3  | 1  | 1  | 1  | 5  | 4  | 1   |
| Haití     | 0   | 3  | 0  | 0  | 3  | 2  | 14 | -12 |

| 15 de junio de 1974, 18:00 | Polonia                    | 3:2 (2:0) | Argentina                   | Neckarstadion, Stuttgart                                        |                                                                 |
|                            | Lato 7', 62' · Szarmach 8' | Reporte   | Heredia 60' · Babington 66' | Asistencia: 31.500 espectadores Árbitro(s): John Thomas (Gales) | Asistencia: 31.500 espectadores Árbitro(s): John Thomas (Gales) |

| 19 de junio de 1974, 19:30 | Argentina    | 1:1 (1:1) | Italia             | Neckarstadion, Stuttgart                                                    |                                                                             |
|                            | Houseman 19' | Reporte   | Perfumo 35' (a.g.) | Asistencia: 68.900 espectadores Árbitro(s): Pavel Kazakov (Unión Soviética) | Asistencia: 68.900 espectadores Árbitro(s): Pavel Kazakov (Unión Soviética) |

| 23 de junio de 1974, 16:00 | Argentina                                   | 4:1 (2:0) | Haití     | Estadio Olímpico de Múnich, Múnich                                        |                                                                           |
|                            | Yazalde 15', 68' · Houseman 18' · Ayala 55' | Reporte   | Sanon 63' | Asistencia: 24.000 espectadores Árbitro(s): Pablo Sánchez Ibáñez (España) | Asistencia: 24.000 espectadores Árbitro(s): Pablo Sánchez Ibáñez (España) |

##### Segunda fase
| Equipo               | Pts | PJ | PG | PE | PP | GF | GC |
| -------------------- | --- | -- | -- | -- | -- | -- | -- |
| Países Bajos         | 6   | 3  | 3  | 0  | 0  | 8  | 0  |
| Brasil               | 4   | 3  | 2  | 0  | 1  | 3  | 3  |
| Alemania Democrática | 1   | 3  | 0  | 1  | 2  | 1  | 4  |
| Argentina            | 1   | 3  | 0  | 1  | 2  | 2  | 7  |

| 26 de junio de 1974 | Países Bajos                         | 4:0 (2:0) | Argentina | Parkstadion, Gelsenkirchen                                            |                                                                       |
|                     | Cruyff 10', 90' · Krol 25' · Rep 73' |           |           | Asistencia: 55.348 espectadores Árbitro(s): Robert Davidson (Escocia) | Asistencia: 55.348 espectadores Árbitro(s): Robert Davidson (Escocia) |

| 30 de junio de 1974 | Argentina    | 1:2 (1:1) | Brasil                       | Niedersachsenstadion, Hannover                                     |                                                                    |
|                     | Brindisi 35' |           | Rivelino 32' · Jairzinho 49' | Asistencia: 38.000 espectadores Árbitro(s): Vital Loraux (Bélgica) | Asistencia: 38.000 espectadores Árbitro(s): Vital Loraux (Bélgica) |

| 3 de julio de 1974 | Argentina    | 1:1 (1:1) | Alemania Democrática | Parkstadion, Gelsenkirchen                                           |                                                                      |
|                    | Houseman 20' |           | Streich 14'          | Asistencia: 53.054 espectadores Árbitro(s): John Taylor (Inglaterra) | Asistencia: 53.054 espectadores Árbitro(s): John Taylor (Inglaterra) |

#### Estadísticas

##### Posiciones finales
| Equipo | Equipo    | Pts | PJ | PG | PE | PP | GF | GC | Dif | Rend  |
| ------ | --------- | --- | -- | -- | -- | -- | -- | -- | --- | ----- |
| 8      | Escocia   | 4   | 3  | 1  | 2  | 0  | 3  | 1  | 2   | 66,7% |
| 9      | Argentina | 4   | 6  | 1  | 2  | 3  | 9  | 12 | -3  | 41,7% |
| 10     | Italia    | 3   | 3  | 1  | 1  | 1  | 5  | 4  | 1   | 50.0% |

##### Goleadores
| Jugador        | Goles |
| -------------- | ----- |
| René Houseman  | 3     |
| Héctor Yazalde | 2     |
| Rubén Ayala    | 1     |

### Argentina 1978
César Luis Menotti basó su equipo en un ramillete de futbolistas con bastante carácter que se acabaron revelando como merecedores de su confianza. En la portería Ubaldo Fillol, clave en varios partidos; el capitán Daniel Passarella, marcador férreo y duro que imprimió carácter a la selección; Osvaldo Ardiles, elegante centrocampista y uno de los primeros sudamericanos que triunfó en el fútbol inglés, concretamente en el Tottenham; y sobre todos ellos, la figura de Mario Kempes, delantero de potencia y raza, que superó la desconfianza del público y la sequía en los primeros partidos para acabar convirtiéndose en el hombre del Mundial.
El camino de Argentina hasta la final no fue sencillo. Tras ser relegada por Italia al segundo puesto de su grupo en la fase previa y tener que desplazarse desde la sede prevista de Buenos Aires a Rosario a disputar la segunda ronda, quedó encuadrada en un grupo donde también se encontraban Perú, Polonia y Brasil.
Los locales comenzaron venciendo a los polacos por 2:0, en un partido discreto donde Mario Kempes pudo convertir goles y Fillol le detuvo un penal a Kazimierz Deyna al borde del descanso. El siguiente partido de la "albiceleste" fue ante Brasil, choque de colosos que sin embargo salió feo y duro, con pocas ocasiones de gol. Finalmente empataron 0:0, con una selección brasileña bastante discreta, donde sólo destacaron Dirceu, Zico y algunas pinceladas de Rivelino.
Tras la victoria de Brasil ante Polonia, Argentina necesitaba vencer a Perú por una diferencia de cuatro goles o más para conseguir el pase a la final, ante un gran equipo peruano en el que brillaban leyendas como Héctor Chumpitaz y Teófilo Cubillas. El resultado final de 6:0, con dos goles de Leopoldo Luque, dos de Mario Kempes, uno de René Houseman y otro de Alberto Tarantini, clasificó al conjunto argentino a la final donde debería enfrentar a Países Bajos.
La final se disputó el 25 de junio de 1978 en el Estadio Monumental de River Plate en Buenos Aires.
A los 38' del primer tiempo Kempes, recogiendo un pase de Ardiles y tropezándose, consigue batir al portero holandés. En el tiempo restante, hubo ocasiones de Passarella y Rensenbrink, pero el 1:0 aguanta hasta el descanso.
En la segunda parte el juego se equilibra para el equipo europeo, pues Ruud Krol, Wim Jansen y Johan Neeskens toman el mando en la zona ancha.
A falta de diez minutos, Dick Nanninga cabecea un balón bombeado que consigue batir a Fillol. Es el gol del empate y Holanda está lanzada, y a los 45' del segundo tiempo, Rob Rensenbrink lanza un disparo bien dirigido que supera al arquero pero se estrella contra el poste.
Los argentinos salen en la prórroga dispuestos a ganar el partido, sorprendentemente faltos de aliento. Se nota la presencia de René Houseman, que ha relevado a Oscar Alberto Ortiz, y justo a la mitad del añadido, Kempes remata una jugada confusa y adelanta de nuevo a Argentina. Y ya muy cerca de la conclusión, con los holandeses volcados y rotos físicamente, el punta Daniel Bertoni clava el tercero de tiro raso y certifica el título con la victoria 3:1.

##### Primera fase
| Equipo    | Pts | PJ | PG | PE | PP | GF | GC | Dif |
| --------- | --- | -- | -- | -- | -- | -- | -- | --- |
| Italia    | 6   | 3  | 3  | 0  | 0  | 6  | 2  | 4   |
| Argentina | 4   | 3  | 2  | 0  | 1  | 4  | 3  | 1   |
| Francia   | 2   | 3  | 1  | 0  | 2  | 5  | 5  | 0   |
| Hungría   | 0   | 3  | 0  | 0  | 3  | 3  | 8  | -5  |

| 2 de junio de 1978 | Argentina               | 2:1 (1:1) | Hungría   | Est. Monumental, Buenos Aires                                          |                                                                        |
|                    | Luque 15' · Bertoni 83' | Reporte   | Csapo 10' | Asistencia: 71.615 espectadores Árbitro(s): Antonio Garrido (Portugal) | Asistencia: 71.615 espectadores Árbitro(s): Antonio Garrido (Portugal) |

| 6 de junio de 1978 | Argentina                         | 2:1 (1:0) | Francia     | Est. Monumental, Buenos Aires                                   |                                                                 |
|                    | Passarella 45' (pen.) · Luque 73' | Reporte   | Platini 60' | Asistencia: 71.666 espectadores Árbitro(s): Jean Dubach (Suiza) | Asistencia: 71.666 espectadores Árbitro(s): Jean Dubach (Suiza) |

| 10 de junio de 1978 | Italia      | 1:0 (0:0) | Argentina | Est. Monumental, Buenos Aires                                      |                                                                    |
|                     | Bettega 67' | Reporte   |           | Asistencia: 71.712 espectadores Árbitro(s): Abraham Klein (Israel) | Asistencia: 71.712 espectadores Árbitro(s): Abraham Klein (Israel) |

##### Segunda fase
| Equipo    | Pts | PJ | PG | PE | PP | GF | GC | Dif |
| --------- | --- | -- | -- | -- | -- | -- | -- | --- |
| Argentina | 5   | 3  | 2  | 1  | 0  | 8  | 0  | 8   |
| Brasil    | 5   | 3  | 2  | 1  | 0  | 6  | 1  | 5   |
| Polonia   | 2   | 3  | 1  | 0  | 2  | 2  | 5  | -3  |
| Perú      | 0   | 3  | 0  | 0  | 3  | 0  | 10 | -10 |

| 14 de junio de 1978 | Argentina       | 2:0 (1:0) | Polonia | Est. Lisandro de la Torre, Rosario                                |                                                                   |
|                     | Kempes 16', 71' | Reporte   |         | Asistencia: 37.091 espectadores Árbitro(s): Ulf Eriksson (Suecia) | Asistencia: 37.091 espectadores Árbitro(s): Ulf Eriksson (Suecia) |

| 18 de junio de 1978 | Argentina | 0:0     | Brasil | Est. Lisandro de la Torre, Rosario                                   |                                                                      |
|                     |           | Reporte |        | Asistencia: 37.326 espectadores Árbitro(s): Karily Palotai (Hungría) | Asistencia: 37.326 espectadores Árbitro(s): Karily Palotai (Hungría) |

| 21 de junio de 1978 | Argentina                                                       | 6:0 (2:0) | Perú | Est. Lisandro de la Torre, Rosario                                 |                                                                    |
|                     | Kempes 21', 46' · Tarantini 43' · Luque 50', 72' · Houseman 67' | Reporte   |      | Asistencia: 37.315 espectadores Árbitro(s): Robert Wurtz (Francia) | Asistencia: 37.315 espectadores Árbitro(s): Robert Wurtz (Francia) |

##### Final
| 25 de junio de 1978 | Países Bajos | 1:3 (0:1, 1:1) | Argentina                       | Est. Monumental, Buenos Aires                                       |                                                                     |
|                     | Nanninga 82' | Reporte        | Kempes 38', 105' · Bertoni 116' | Asistencia: 71.483 espectadores Árbitro(s): Sergio Gonella (Italia) | Asistencia: 71.483 espectadores Árbitro(s): Sergio Gonella (Italia) |

#### Estadísticas

##### Posiciones finales
| Equipo | Equipo       | Pts | PJ | PG | PE | PP | GF | GC | Dif | Rend  |
| ------ | ------------ | --- | -- | -- | -- | -- | -- | -- | --- | ----- |
| 1      | Argentina    | 11  | 7  | 5  | 1  | 1  | 15 | 4  | +9  | 78,6% |
| 2      | Países Bajos | 8   | 7  | 3  | 2  | 2  | 15 | 10 | +5  | 57,1% |
| 3      | Brasil       | 11  | 7  | 4  | 3  | 0  | 10 | 3  | +7  | 78,6% |

##### Goleadores
| Jugador        | Goles |
| -------------- | ----- |
| Mario Kempes   | 6     |
| Leopoldo Luque | 4     |
| Daniel Bertoni | 2     |

### España 1982
Argentina llegó al Mundial de España como favorito para lograr el título, ya que se pensaba que la mixtura entre el plantel anterior y los jugadores que ganaron el Mundial Sub-20 en 1979, haría un gran equipo para afrontar los compromisos mundialistas. Mientras ese plantel se alistaba para jugar el Mundial, miles de argentinos tan jóvenes como ellos, empuñaban un fusil para defender a la patria en un campo de batalla, en la guerra de las Malvinas.  Esa situación provocaba contradicciones entre los jugadores, varios de los cuales sostenían que Argentina no debía jugar ese Mundial.
Llegó el primer rival: Bélgica. El equipo europeo se mostró muy superior frente al desconocido juego argentino y marcó el gol de la ventaja definitivo de la mano de Erwin Vandenbergh, tras aplicar muy mal la "ley del offside" para defender, una práctica muy habitual en esta selección Argentina y que le traería dolores de cabezas importantes y a la postre la eliminación en segunda ronda.
Cuatro días después esperaba Hungría. Argentina volvió a ser un equipo ordenado y de buen juego y venció 4:1 con dos goles de uno de los más grandes jugadores de su historia: Diego Maradona. Finalmente el 23 de junio debió enfrentar al débil conjunto de El Salvador al que venció por 2:0 con un gol de Daniel Passarella y otro de Daniel Bertoni.
El triangular de la segunda fase reunió a tres potencias: Brasil, Italia y Argentina.
El primero fue ante el conjunto italiano. Se perdió por 1:2 en un partido recordado por el "atosigamiento" del marcador central Claudio Gentile sobre Diego Maradona. Ese día Gentile molió a golpes durante todo el partido a Maradona y el italiano apenas recibió una tarjeta amarilla. El segundo y último rival era Brasil. Un Brasil que jugaba de tal forma que daba gusto verlo. Zico, Serginho y Júnior sentenciaron el partido y a la Selección del Mundial. De poco sirvió el gol de Ramón Díaz para el 1:3, ya no había tiempo para nada. Inclusive desde unos minutos antes el equipo estaba con uno menos por la infantil expulsión de Maradona tras pegarle al futbolista brasileño Batista.

##### Primera fase
| Equipo      | Pts | PJ | PG | PE | PP | GF | GC |
| ----------- | --- | -- | -- | -- | -- | -- | -- |
| Bélgica     | 5   | 3  | 2  | 1  | 0  | 3  | 1  |
| Argentina   | 4   | 3  | 2  | 0  | 1  | 6  | 2  |
| Hungría     | 3   | 3  | 1  | 1  | 1  | 12 | 6  |
| El Salvador | 0   | 3  | 0  | 0  | 3  | 1  | 13 |

| 13 de junio de 1982 | Argentina | 0:1 (0:0) | Bélgica         | Estadio Camp Nou, Barcelona                                                   |                                                                               |
|                     |           |           | Vandenbergh 62' | Asistencia: 95.000 espectadores Árbitro(s): Vojtech Christov (Checoslovaquia) | Asistencia: 95.000 espectadores Árbitro(s): Vojtech Christov (Checoslovaquia) |

| 18 de junio de 1982 | Argentina                                     | 4:1 (3:0) | Hungría      | Estadio José Rico Pérez, Alicante                                    |                                                                      |
|                     | Bertoni 26' · Maradona 28', 57' · Ardiles 60' |           | Pölöskei 76' | Asistencia: 32.093 espectadores Árbitro(s): Belaid Lacarne (Argelia) | Asistencia: 32.093 espectadores Árbitro(s): Belaid Lacarne (Argelia) |

| 23 de junio de 1982 | Argentina                           | 2:0 (1:0) | El Salvador | Estadio José Rico Pérez, Alicante                                    |                                                                      |
|                     | Passarella 22' (pen.) · Bertoni 52' |           |             | Asistencia: 32.500 espectadores Árbitro(s): Luis Barrancos (Bolivia) | Asistencia: 32.500 espectadores Árbitro(s): Luis Barrancos (Bolivia) |

##### Segunda fase
| Equipo    | Pts | PJ | PG | PE | PP | GF | GC |
| --------- | --- | -- | -- | -- | -- | -- | -- |
| Italia    | 4   | 2  | 2  | 0  | 0  | 5  | 3  |
| Brasil    | 2   | 2  | 1  | 0  | 1  | 5  | 4  |
| Argentina | 0   | 2  | 0  | 0  | 2  | 2  | 5  |

| 29 de junio de 1982 | Italia                     | 2:1 (0:0) | Argentina      | Estadio de Sarriá, Barcelona                                         |                                                                      |
|                     | Tardelli 55' · Cabrini 67' |           | Passarella 83' | Asistencia: 43.000 espectadores Árbitro(s): Nicolai Rainea (Rumania) | Asistencia: 43.000 espectadores Árbitro(s): Nicolai Rainea (Rumania) |

| 2 de julio de 1982 | Argentina | 1:3 (0:1) | Brasil                               | Estadio de Sarriá, Barcelona                                             |                                                                          |
|                    | Díaz 89'  |           | Zico 11' · Serginho 66' · Júnior 75' | Asistencia: 44.000 espectadores Árbitro(s): Mario Rubio Vázquez (México) | Asistencia: 44.000 espectadores Árbitro(s): Mario Rubio Vázquez (México) |

#### Estadísticas

##### Posiciones finales
| Equipo | Equipo    | Pts | PJ | PG | PE | PP | GF | GC | Dif | Rend  |
| ------ | --------- | --- | -- | -- | -- | -- | -- | -- | --- | ----- |
| 10     | Bélgica   | 5   | 5  | 2  | 1  | 2  | 3  | 5  | -2  | 50.0% |
| 11     | Argentina | 4   | 5  | 2  | 0  | 3  | 8  | 7  | 1   | 40,0% |
| 12     | España    | 4   | 5  | 1  | 2  | 2  | 4  | 5  | -1  | 40,0% |

##### Goleadores
| Jugador           | Goles |
| ----------------- | ----- |
| Daniel Bertoni    | 2     |
| Diego Maradona    | 2     |
| Daniel Passarella | 2     |

### México 1986
Luego del fracaso argentino en el Mundial 1982, Carlos Salvador Bilardo se hizo cargo de la dirección técnica en 1983. Como primera medida le quitó la capitanía a Daniel Passarella para dársela a la nueva figura del equipo, Diego Maradona. La clasificación se logró de manera muy sufrida frente a Perú en Buenos Aires con un empate 2:2 y un gol de Ricardo Gareca a 10' del final. Finalmente luego de varios amistosos (frente a Israel y Noruega) el plantel argentino desembarcó en tierras aztecas para afrontar los efectos de la altura.
El 2 de junio se disputó el primer partido del grupo frente a Corea del Sur. Los asiáticos repartieron golpes a cualquier jugador con camiseta celeste y blanca, especialmente con Diego Maradona. Los goles de Jorge Valdano (en dos ocasiones) y de Oscar Ruggeri bastaron para ganar 3:1. Tres días después en la ciudad de Puebla el rival era un viejo conocido, Italia. El conjunto "azzurro" comenzó ganando con un gol de Alessandro Altobelli de penal y luego Diego Maradona empató el encuentro. Casi con la clasificación consumada, Argentina debía jugar ante Bulgaria, rival al que venció por 2:0 con goles de Jorge Valdano y Jorge Burruchaga.
En los octavos de final esperaba un rival muy duro y también conocido que era Uruguay. El "Clásico Rioplatense" se mudaba a Puebla y lo ganaba Argentina por 1:0 con gol de Pedro Pablo Pasculli y avanzaba a cuartos de final donde lo esperaba un partido tremendo. Argentina enfrentaba a Inglaterra en un partido que iba a quedar para la historia del fútbol mundial. El primer tiempo de ese partido fue olvidable con el resultado 0:0, con Argentina con control casi total del mediocampo y 3/4 del campo ya en terreno inglés pero con poco claras o nulas situaciones de gol de ambos equipos. A los 6' del segundo tiempo Diego Armando Maradona marcaría el gol conocido como "La mano de Dios". Luego de un rechazo fallido del defensor inglés Fenwick, Maradona toca el balón con su mano ante la salida del arquero Peter Shilton. Era el 1:0. Tres minutos después, Maradona recibió el balón en la mitad de la cancha e inició una frenética corrida de casi 60 metros esquivando rivales y definiendo con un toque de zurda ante la salida del arquero. El gol fue bautizado como el "Gol del Siglo". El gol de Gary Lineker a 15' del final del cotejo provocó algunos cimbronazos: un minuto después, Carlos Tapia pegó un tiro en el poste, inalcanzable para Shilton luego de otra jugada magistral de Maradona, y el último minuto, Julio Olarticoechea salvó con su nuca lo que hubiese sido el empate inglés a cargo de Lineker, tras una jugada calcada del gol del descuento inglés. Pese a estas zozobras, no se impidió que Argentina avance a la semifinal del torneo. La semifinal ante Bélgica se jugó en el Estadio Azteca y tal como se preveía, el conjunto sudamericano fue superior desde el primer momento, pero la falta de justeza en la definición hizo que el primer tiempo finalice sin goles. Dos goles de Maradona en el segundo tiempo sentenciaron el partido y la clasificación de Argentina a la final.
El 29 de junio en el Estadio Azteca, 114.600 personas presenciaron la final de la Copa del Mundo. El seleccionado argentino manejó el balón desde el primer minuto y a los 23' concretó el primer gol por medio del zaguero José Luis Brown, luego de una asistencia de Jorge Burruchaga.
El primer tiempo finalizaba 1:0 para los sudamericanos. A los 10' del segundo tiempo una corrida de Jorge Valdano terminó en el 2:0. Parecía un partido liquidado pero dos cabezazos de Karl-Heinz Rummenigge y de Rudi Völler igualaron el pleito a 9' del final. Pero a 6´ del final, Jorge Burruchaga corrió cuarenta metros con la pelota en su pie, seguido por el defensor alemán Hans-Peter Briegel, y convirtió el gol ante la salida del arquero Harald Schumacher. Era el 3:2. El resultado final. El que le daba la Copa del Mundo a la Argentina por segunda vez.

##### Primera fase
| Equipo        | Pts | PJ | PG | PE | PP | GF | GC |
| ------------- | --- | -- | -- | -- | -- | -- | -- |
| Argentina     | 5   | 3  | 2  | 1  | 0  | 6  | 2  |
| Italia        | 4   | 3  | 1  | 2  | 0  | 5  | 4  |
| Bulgaria      | 2   | 3  | 0  | 2  | 1  | 2  | 4  |
| Corea del Sur | 1   | 3  | 0  | 1  | 2  | 4  | 7  |

| 2 de junio de 1986 | Argentina                     | 3:1 (2:0) | Corea del Sur | Estadio Olímpico, Ciudad de México                                              |                                                                                 |
|                    | Valdano 6', 73' · Ruggeri 18' |           | Park 46'      | Asistencia: 60.000 espectadores Árbitro(s): Victoriano Sánchez Arminio (España) | Asistencia: 60.000 espectadores Árbitro(s): Victoriano Sánchez Arminio (España) |

| 5 de junio de 1986 | Italia              | 1:1 (1:1) | Argentina    | Estadio Cuauhtémoc, Puebla                                            |                                                                       |
|                    | Altobelli 6' (pen.) |           | Maradona 34' | Asistencia: 32.000 espectadores Árbitro(s): Jan Keizer (Países Bajos) | Asistencia: 32.000 espectadores Árbitro(s): Jan Keizer (Países Bajos) |

| 10 de junio de 1986 | Argentina                   | 2:0 (1:0) | Bulgaria | Estadio Olímpico, Ciudad de México                                          |                                                                             |
|                     | Valdano 3' · Burruchaga 79' |           |          | Asistencia: 65.000 espectadores Árbitro(s): Berny Ulloa Morera (Costa Rica) | Asistencia: 65.000 espectadores Árbitro(s): Berny Ulloa Morera (Costa Rica) |

##### Octavos de final
| 16 de junio de 1986 | Argentina    | 1:0 (1:0) | Uruguay | Estadio Cuauhtémoc, Puebla                                         |                                                                    |
|                     | Pasculli 42' |           |         | Asistencia: 26.000 espectadores Árbitro(s): Luigi Agnolin (Italia) | Asistencia: 26.000 espectadores Árbitro(s): Luigi Agnolin (Italia) |

##### Cuartos de final
| 22 de junio de 1986                                                                                                  | Argentina         | 2:1 (0:0) | Inglaterra  | Estadio Azteca, Ciudad de México                                   |                                                                    |
| | Maradona 51', 55' |           | Lineker 80' | Asistencia: 114.580 espectadores Árbitro(s): Ali Bennaceur (Túnez) | Asistencia: 114.580 espectadores Árbitro(s): Ali Bennaceur (Túnez) |
| El primer gol de Maradona es conocido como La mano de Dios, mientras que el segundo se le conoce como Gol del Siglo. |                   |           |             |                                                                    |                                                                    |

##### Semifinal
| 25 de junio de 1986 | Argentina         | 2:0 (0:0) | Bélgica | Estadio Azteca, Ciudad de México                                              |                                                                               |
|                     | Maradona 51', 63' |           |         | Asistencia: 114.500 espectadores Árbitro(s): Antonio Márquez Ramírez (México) | Asistencia: 114.500 espectadores Árbitro(s): Antonio Márquez Ramírez (México) |

##### Final
| 29 de junio de 1986 | Argentina                                | 3:2 (1:0) | Alemania Federal            | Estadio Azteca, Ciudad de México                                           |                                                                            |
|                     | Brown 23' · Valdano 55' · Burruchaga 83' |           | Rummenigge 74' · Völler 80' | Asistencia: 114.600 espectadores Árbitro(s): Romualdo Arppi Filho (Brasil) | Asistencia: 114.600 espectadores Árbitro(s): Romualdo Arppi Filho (Brasil) |

#### Estadísticas

##### Posiciones finales
| Equipo | Equipo           | Pts | PJ | PG | PE | PP | GF | GC | Dif | Rend  |
| ------ | ---------------- | --- | -- | -- | -- | -- | -- | -- | --- | ----- |
| 1      | Argentina        | 13  | 7  | 6  | 1  | 0  | 14 | 5  | +9  | 92,9% |
| 2      | Alemania Federal | 8   | 7  | 3  | 2  | 2  | 8  | 7  | +2  | 57,1% |
| 3      | Francia          | 10  | 7  | 4  | 2  | 1  | 12 | 6  | +6  | 71,4% |

##### Goleadores
| Jugador          | Goles |
| ---------------- | ----- |
| Diego Maradona   | 5     |
| Jorge Valdano    | 4     |
| Jorge Burruchaga | 2     |

### Italia 1990
Argentina llegaba como un gran candidato y al ser el campeón vigente se encargó de jugar el partido de inauguración de la cita más importante del fútbol. El partido sería ante Camerún. El partido fue demasiado complicado, la fuerza física de los africanos era prácticamente invencible y en el minuto 67 el camerunés Omam Biyik anota el 1-0 final a favor de los africanos. La peor pesadilla argentina era una realidad.
El equipo estaba en la cuerda floja. En el siguiente partido frente a la Unión Soviética mejoró algo su funcionamiento y ante un equipo soviético que había sido subcampeón de Europa en 1988 y campeón olímpico en aquel año también pero que estaba con problemas extrafutbolísticos, Argentina logró la victoria por 2-0 con goles de Jorge Burruchaga y de Pedro Troglio. El partido decisivo fue ante Rumania. Argentina abrió el marcador con gol de Pedro Monzón, pero rápidamente los europeos igualarían por medio de Gavrila Balint. Argentina clasificaba como uno de los mejores terceros y terminaba con una primera rueda realmente mediocre.
En los octavos de final se enfrentaría al viejo rival: Brasil. El partido se jugó en el Estadio Delle Alpi de Turín. Los brasileños dominaron totalmente el partido, Argentina deambulaba en la cancha ante un dominio apabullante de Brasil, que estrelló varios tiros en los palos. Hasta que a los 35' del segundo tiempo Diego Armando Maradona habilitó a Claudio Caniggia quien anotó el gol de la victoria, después de dejar desparramado a Taffarel. Clasificación conseguida con sufrimiento.
El siguiente rival sería Yugoslavia. El partido ante los yugoslavos acabó sin goles y se decidió por penales. para Argentina convirtieron José Serrizuela, Jorge Burruchaga y Gustavo Dezotti; fallaron Pedro Troglio y Diego Maradona. El arquero Sergio Goycochea ese día atajó dos penales que sirvieron para clasificarse a la semifinal. 
El próximo rival sería el conjunto local. Argentina salió a jugar con un clima demasiado hostil porque lógicamente jugaba ante los locales. El Estadio San Paolo de Nápoles se presentaba totalmente de azul. A los 17' del primer tiempo, Italia ya estaba en ventaja por el gol de Salvatore Schillaci, pero después de un centro de Julio Olarticoechea, Claudio Caniggia anotaría de cabeza el empate. Otra vez los penales. Argentina ganó la serie de penales por 4:3 con la figura descollante de Sergio Goycochea que tapó dos penales, a Roberto Donadoni y a Aldo Serena. Otra vez a la final y otra vez ante los alemanes.
La final se jugó el 8 de julio en el Estadio Olímpico de Roma. Los alemanes salieron a ganar el partido con un equipo compacto y efectivo. Los argentinos, en cambio, hicieron lo que pudieron con su equipo "alternativo", ya que tenía algunos jugadores suspendidos y lesionados. Argentina estaba aguantando el partido, cuando a 10' del final el árbitro Edgardo Codesal Méndez sancionó un penal a favor de los europeos, que Andreas Brehme cambió por gol. Ese penal trajo mucha polémica, ya que en realidad no fue infracción. De esa manera Argentina logró su segundo subcampeonato sin brillar en lo futbolístico pero demostrando mucha actitud y personalidad.

##### Primera fase
| Equipo          | Pts | PJ | PG | PE | PP | GF | GC | Dif |
| --------------- | --- | -- | -- | -- | -- | -- | -- | --- |
| Camerún         | 4   | 3  | 2  | 0  | 1  | 3  | 5  | -2  |
| Rumania         | 3   | 3  | 1  | 1  | 1  | 4  | 3  | 1   |
| Argentina       | 3   | 3  | 1  | 1  | 1  | 3  | 2  | 1   |
| Unión Soviética | 2   | 3  | 1  | 0  | 2  | 4  | 4  | 0   |

| 8 de junio de 1990, 18:00 | Argentina | 0:1 (0:0) | Camerún   | Stadio Giuseppe Meazza, Milán                                        |                                                                      |
|                           |           |           | Biyik 79' | Asistencia: 73.780 espectadores Árbitro(s): Michel Vautrot (Francia) | Asistencia: 73.780 espectadores Árbitro(s): Michel Vautrot (Francia) |

| 13 de junio de 1990, 21:00 | Argentina                    | 2:0 (1:0) | Unión Soviética | Stadio San Paolo, Nápoles                                             |                                                                       |
|                            | Troglio 23' · Burruchaga 72' |           |                 | Asistencia: 55.759 espectadores Árbitro(s): Erik Fredriksson (Suecia) | Asistencia: 55.759 espectadores Árbitro(s): Erik Fredriksson (Suecia) |

| 18 de junio de 1990, 21:00 | Rumania    | 1:1 (0:0) | Argentina  | Stadio San Paolo, Nápoles                                                   |                                                                             |
|                            | Balint 68' |           | Monzón 63' | Asistencia: 52.733 espectadores Árbitro(s): Carlos Silva Valente (Portugal) | Asistencia: 52.733 espectadores Árbitro(s): Carlos Silva Valente (Portugal) |

##### Octavos de final
| 24 de junio de 1990, 17:00 | Argentina    | 1:0 (0:0) | Brasil | Stadio delle Alpi, Turín                                           |                                                                    |
|                            | Caniggia 80' |           |        | Asistencia: 61.381 espectadores Árbitro(s): Joel Quiniou (Francia) | Asistencia: 61.381 espectadores Árbitro(s): Joel Quiniou (Francia) |

##### Cuartos de final
| 30 de junio de 1990, 17:00 | Yugoslavia | 0:0 | Argentina | Stadio Artemio Franchi, Florencia                                      |  |
|                            |            |     |           | Asistencia: 38.971 espectadores Árbitro(s): Kurt Röthlisberger (Suiza) |  |

| Tiros desde el punto penal |  |     |  |            |
| Stojković                  |  | 0:1 |  | Serrizuela |
| Prosinečki                 |  | 1:2 |  | Burruchaga |
| Savićević                  |  | 2:2 |  | Maradona   |
| Brnović                    |  | 2:2 |  | Troglio    |
| Hadžibegić                 |  | 2:3 |  | Dezotti    |
|                            |  |     |  |            |

##### Semifinal
| 3 de julio de 1990, 20:00 | Italia        | 1:1 (1:0,1:1) | Argentina    | Stadio San Paolo, Nápoles                                            |                                                                      |
|                           | Schillaci 17' |               | Caniggia 67' | Asistencia: 59.978 espectadores Árbitro(s): Michel Vautrot (Francia) | Asistencia: 59.978 espectadores Árbitro(s): Michel Vautrot (Francia) |

| Tiros desde el punto penal |  |     |  |               |
| Baresi                     |  | 1:1 |  | Serrizuela    |
| Baggio                     |  | 2:2 |  | Burruchaga    |
| de Agostini                |  | 3:3 |  | Olarticoechea |
| Donadoni                   |  | 3:4 |  | Maradona      |
| Serena                     |  | 3:4 |  |               |
|                            |  |     |  |               |

##### Final
| 8 de julio de 1990, 20:00 | Argentina | 0:1 (0:0) | Alemania Federal  | Stadio Olimpico di Roma, Roma                                               |                                                                             |
|                           |           |           | Brehme 85' (pen.) | Asistencia: 73.603 espectadores Árbitro(s): Edgardo Codesal Méndez (México) | Asistencia: 73.603 espectadores Árbitro(s): Edgardo Codesal Méndez (México) |

#### Estadísticas

##### Posiciones finales
| Equipo | Equipo           | Pts | PJ | PG | PE | PP | GF | GC | Dif | Rend  |
| ------ | ---------------- | --- | -- | -- | -- | -- | -- | -- | --- | ----- |
| 1      | Alemania Federal | 12  | 7  | 5  | 2  | 0  | 15 | 5  | 10  | 85,7% |
| 2      | Argentina        | 7   | 7  | 2  | 3  | 2  | 5  | 4  | 1   | 50,0% |
| 3      | Italia           | 13  | 7  | 6  | 1  | 0  | 10 | 2  | 8   | 92,9% |

##### Goleadores
| Jugador          | Goles |
| ---------------- | ----- |
| Claudio Caniggia | 2     |
| Jorge Burruchaga | 1     |
| Pedro Monzón     | 1     |
| Pedro Troglio    | 1     |

### Estados Unidos 1994
Argentina clasificó al Mundial por medio de una repesca jugada ante Australia, a raíz de la catastrófica derrota ante Colombia en Buenos Aires por 5:0. El primer partido de la serie de la repesca, jugado en Sídney el 31 de octubre de 1993, finalizó 1:1. La revancha, jugada en Buenos Aires el 17 de noviembre, fue ganada por Argentina 1:0 con un gol de Gabriel Batistuta.
El seleccionado "albiceleste" comenzó el mundial con el pie derecho, goleando a la selección griega por 4:0. Se destaca el tercer gol, producto de una jugada colectiva que terminó con la definición de Diego Maradona. El segundo partido también fue positivo para esta selección, un triunfo por 2:1 contra Nigeria, con dos goles de Claudio Caniggia, dejaban a Argentina a un paso de la clasificación a los octavos de final. Sin embargo, el control antidopaje realizado a Maradona luego del partido detectó la presencia de efedrina, norefedrina, pseudoefedrina, norseudoefedrina y metaefedrina, sustancias con efectos estimulantes. La ausencia de un importante referente futbolístico, y capitán del equipo, afectó al plantel en su juego, y en el tercer partido cayó ante Bulgaria por 2:0. Sin embargo consiguió la clasificación por ser uno de los "mejores terceros".
La selección se disponía a jugar el partido por los octavos de final con un plantel afectado futbolística y anímicamente por la expulsión de Diego Maradona del torneo. Su reemplazante fue Ariel Arnaldo Ortega, un joven de 20 años que hacía sus primeras armas como futbolista en su club, River Plate. El equipo tenía delante un difícil partido ante Rumania, quien había clasificado en el primer lugar del Grupo A. Ilie Dumitrescu en dos ocasiones y Gheorghe Hagi en una oportunidad le dio la derrota a Argentina por 3:2 (Gabriel Batistuta y Abel Balbo), lo que significó el fin de la participación argentina en esa Copa del Mundo.

##### Primera fase
| Equipo    | Pts | PJ | PG | PE | PP | GF | GC |
| --------- | --- | -- | -- | -- | -- | -- | -- |
| Nigeria   | 6   | 3  | 2  | 0  | 1  | 6  | 2  |
| Bulgaria  | 6   | 3  | 2  | 0  | 1  | 6  | 3  |
| Argentina | 6   | 3  | 2  | 0  | 1  | 6  | 3  |
| Grecia    | 0   | 3  | 0  | 0  | 3  | 0  | 10 |

| 21 de junio de 1994 | Argentina                                    | 4:0 (2:0) | Grecia | Foxboro Stadium, Boston                                                     |                                                                             |
|                     | Batistuta 2', 45', 90' (pen.) · Maradona 60' |           |        | Asistencia: 54.456 espectadores Árbitro(s): Arturo Ángeles (Estados Unidos) | Asistencia: 54.456 espectadores Árbitro(s): Arturo Ángeles (Estados Unidos) |

| 25 de junio de 1994 | Argentina         | 2:1 (2:1) | Nigeria   | Foxboro Stadium, Boston                                          |                                                                  |
|                     | Caniggia 22', 29' |           | Siasia 9' | Asistencia: 54.453 espectadores Árbitro(s): Bo Karlsson (Suecia) | Asistencia: 54.453 espectadores Árbitro(s): Bo Karlsson (Suecia) |

| 30 de junio de 1994 | Bulgaria                     | 2:0 (0:0) | Argentina | Cotton Bowl, Dallas                                             |                                                                 |
|                     | Stoitchkov 61' · Sirakov 90' |           |           | Asistencia: 63.998 espectadores Árbitro(s): Nadj Jouini (Tunéz) | Asistencia: 63.998 espectadores Árbitro(s): Nadj Jouini (Tunéz) |

##### Octavos de final
| 3 de julio de 1994 | Rumania                        | 3:2 (2:1) | Argentina                        | Rose Bowl, Los Ángeles                                                  |                                                                         |
|                    | Dumitrescu 11', 18' · Hagi 58' |           | Batistuta 16' (pen.) · Balbo 75' | Asistencia: 90.469 espectadores Árbitro(s): Pierluigi Pairetto (Italia) | Asistencia: 90.469 espectadores Árbitro(s): Pierluigi Pairetto (Italia) |

#### Estadísticas

##### Posiciones finales
| Equipo | Equipo    | Pts | PJ | PG | PE | PP | GF | GC | Dif | Rend  |
| ------ | --------- | --- | -- | -- | -- | -- | -- | -- | --- | ----- |
| 9      | Nigeria   | 6   | 4  | 2  | 0  | 2  | 7  | 4  | 3   | 50,0% |
| 10     | Argentina | 6   | 4  | 2  | 0  | 2  | 8  | 6  | 2   | 50,0% |
| 11     | Bélgica   | 6   | 4  | 2  | 0  | 2  | 4  | 4  | 0   | 50,0% |

##### Goleadores
| Jugador           | Goles |
| ----------------- | ----- |
| Gabriel Batistuta | 4     |
| Claudio Caniggia  | 2     |
| Abel Balbo        | 1     |
| Diego Maradona    | 1     |

### Francia 1998
Tras una complicadísima eliminatoria sudamericana, el equipo comandado por Daniel Passarella había conseguido la tan ansiada clasificación, y el sorteo le deparó un grupo favorable, contra tres selecciones que hacían su presentación en la Copa Mundial de Fútbol. Japón, Jamaica y Croacia, serían sus rivales.
El primer partido fue contra Japón en la ciudad de Toulouse. Argentina, con un gol de Gabriel Batistuta, venció a los asiáticos por 1:0 en un partido muy ajustado.
Una semana después, la selección se desplazó hasta París, donde enfrentó a Jamaica. Hubo triunfo sudamericano por 5:0, con goles de Gabriel Batistuta, en tres ocasiones, y Ariel '' Burrito" Ortega, dos goles. Con este triunfo, Argentina ya se había asegurado el pasaje a la siguiente ronda. Ya con suplentes, y para cuidar a sus figuras, Argentina le ganó 1:0 a Croacia, con un tanto del defensor Mauricio Pineda.
En octavos de final, Argentina debería enfrentar a Inglaterra en la ciudad de Saint-Étienne.
Fue un partido cerrado y emocionante. Comenzó ganando Argentina, con tanto de Gabriel Batistuta de penal, pero Inglaterra revirtió el marcador, con goles de Alan Shearer y Michael Owen, pero el seleccionado de Passarella, pudo empatar antes de que termine el primer tiempo, con gol de Javier Zanetti.
El partido finalizó 2:2 al cabo del alargue y se definió por tiros desde el punto penal, y Argentina, gracias a la sobresaliente tarea de su arquero, Carlos Roa, que contuvo dos penales, terminó venciendo y pasando a cuartos de final, donde se enfrentaría con Países Bajos.
El 4 de julio en Marsella, Argentina enfrentó a Holanda. El cotejo comenzó favorable a los europeos, por lo que no sorprendió que se pusiera en ventaja a través de Patrick Kluivert a los 12' del primer tiempo. Sin embargo, Argentina consiguió arrinconar a su rival en su arco, y logró el empate por medio de Claudio López a los 17' del primer tiempo. En un partido dominado por el calor del verano en Marsella, y con el equipo argentino ostensiblemente cansado después del partido con Inglaterra, Holanda tuvo más la posesión del balón, aunque Ariel Ortega estrelló un disparo en el poste derecho del arquero holandés, pasados los 30' del primer tiempo y Gabriel Batistuta la tuvo aun más clara con un potente disparo que dejó inerme a portero Van der Sar, pero que se estrelló en el poste derecho, para fortuna de la selección holandesa.
A los 42' del segundo tiempo se produce una jugada clave, cuando Ortega es derribado en el área holandesa, pero el réferi no pita penal, tal vez por la fama de Ariel Ortega de tirarse al más mínimo contacto. En medio de la trifulca, Ortega derriba de un cabezazo a Van der Sar y es expulsado. De la jugada subsiguiente llegaría la definición, a los 44' del segundo tiempo, un pase largo fue recibido de manera magistral por Dennis Bergkamp, quien ya en el área argentina, hizo pasar de largo a Roberto Ayala, y definió con una sutileza ante Roa concretando así el 2:1. Ya no le quedaba tiempo a la Selección para conseguir un empate y más con las fuerzas agotadas por el intenso calor francés. Argentina quedó eliminada en cuartos de final.

##### Primera fase
| Equipo    | Pts | PT | G | E | P | GF | GC | DG |
| --------- | --- | -- | - | - | - | -- | -- | -- |
| Argentina | 9   | 3  | 3 | 0 | 0 | 7  | 0  | 7  |
| Croacia   | 6   | 3  | 2 | 0 | 1 | 4  | 2  | 2  |
| Jamaica   | 3   | 3  | 1 | 0 | 2 | 3  | 9  | -6 |
| Japón     | 0   | 3  | 0 | 1 | 2 | 1  | 4  | -3 |

| 14 de junio de 1998 | Argentina     | 1:0 (1:0) | Japón | Stade de Toulouse, Toulouse                                                   |                                                                               |
|                     | Batistuta 28' |           |       | Asistencia: 33.400 espectadores Árbitro(s): Mario van der Ende (Países Bajos) | Asistencia: 33.400 espectadores Árbitro(s): Mario van der Ende (Países Bajos) |

| 21 de junio de 1998 | Argentina                                        | 5:0 (1:0) | Jamaica | Parc des Princes, París                                             |                                                                     |
|                     | Ortega 31', 55' · Batistuta 72', 80', 82' (pen.) |           |         | Asistencia: 45.000 espectadores Árbitro(s): Rune Pedersen (Noruega) | Asistencia: 45.000 espectadores Árbitro(s): Rune Pedersen (Noruega) |

| 26 de junio de 1998 | Argentina  | 1:0 (1:0) | Croacia | Parc Lescure, Burdeos                                                |                                                                      |
|                     | Pineda 36' |           |         | Asistencia: 31.800 espectadores Árbitro(s): Said Belqola (Marruecos) | Asistencia: 31.800 espectadores Árbitro(s): Said Belqola (Marruecos) |

##### Octavos de final
| 30 de junio de 1998 | Argentina                           | 2:2 (2:2, 2:2) | Inglaterra                    | Stade Geoffroy-Guichard, St. Étienne                                       |                                                                            |
|                     | Batistuta 6' (pen.) · Zanetti 45+1' |                | Shearer 10' (pen.) · Owen 16' | Asistencia: 30.600 espectadores Árbitro(s): Kim Milton Nielsen (Dinamarca) | Asistencia: 30.600 espectadores Árbitro(s): Kim Milton Nielsen (Dinamarca) |

| Tanda de Penales |  |     |  |         |
| Berti            |  | 1:1 |  | Shearer |
| Crespo           |  | 1:1 |  | Ince    |
| Verón            |  | 2:2 |  | Merson  |
| Gallardo         |  | 3:3 |  | Owen    |
| Ayala            |  | 4:3 |  | Batty   |
|                  |  |     |  |         |

##### Cuartos de final
| 4 de julio de 1998 | Países Bajos                | 2:1 (1:1) | Argentina | Stade Vélodrome, Marsella                                                 |                                                                           |
|                    | Kluivert 12' · Bergkamp 89' |           | López 17' | Asistencia: 55.000 espectadores Árbitro(s): Arturo Brizio Carter (México) | Asistencia: 55.000 espectadores Árbitro(s): Arturo Brizio Carter (México) |

#### Estadísticas

##### Posiciones finales
| Equipo | Equipo    | Pts | PJ | PG | PE | PP | GF | GC | Dif | Rend  |
| ------ | --------- | --- | -- | -- | -- | -- | -- | -- | --- | ----- |
| 5      | Italia    | 11  | 5  | 3  | 2  | 0  | 8  | 4  | 4   | 73,3% |
| 6      | Argentina | 10  | 5  | 3  | 1  | 1  | 10 | 3  | 7   | 66,7% |
| 7      | Alemania  | 10  | 5  | 3  | 1  | 1  | 8  | 6  | 2   | 66,7% |

##### Goleadores
| Jugador           | Goles |
| ----------------- | ----- |
| Gabriel Batistuta | 5     |
| Ariel Ortega      | 2     |
| Claudio López     | 1     |

### Corea - Japón 2002
Argentina llegaba como un gran candidato a llevarse el título ya que la magnífica actuación en las eliminatorias con tan solo una derrota (ante Brasil) en 18 partidos jugados. A todo esto debía agregarse el plantel de calidad que llevaba el equipo dirigido por Marcelo Bielsa, entre los que se encontraban jugadores como Gabriel Batistuta, Ariel Ortega, Juan Sebastián Verón, Claudio Caniggia, entre otros.
El sorteo le deparó el grupo F, más conocido como el "Grupo de la Muerte", donde debía enfrentarse a Nigeria, Inglaterra y Suecia.
El primer partido fue ante los africanos. Antes de ese partido se lesionó uno de los pilares de la defensa y el capitán del equipo, Roberto Ayala. La capitanía quedó para Juan Sebastián Verón. En cuanto al partido, fue muy parejo y Argentina debió sufrir más de la cuenta para vencer a los nigerianos. Un gol de Batistuta a los 18' del segundo tiempo bastó para lograr la victoria por 1:0.
El segundo rival fue Inglaterra en el Sapporo Dome. El escaso relieve de fútbol de los argentinos se vio plasmado en el primer tiempo, donde Inglaterra fue muy superior y además convirtió el gol de la victoria por medio de David Beckham. Ese día la paupérrima actuación de Juan Sebastián Verón fue muy cuestionada objetando que el mediocampista argentino había jugado a desgano para favorecer al país en el cual jugaba profesionalmente (Verón jugaba en el Manchester United).
Contra Suecia no había alternativa: ganar para pasar a la siguiente rueda. Sin Juan Sebastián Verón entre los titulares y con Pablo Aimar entre los titulares, Argentina fue superior en el desarrollo, pero a los 14' del segundo tiempo, Suecia se puso en ventaja con un gol de Anders Svensson de tiro libre. Aunque Argentina intentó, recién a los 43' pudo marcar un gol por medio de Hernán Crespo, luego de que el arquero Magnus Hedman diese rebote al penal que le atajó a Ariel Ortega. Uno de los más grandes candidatos debía volverse a su país, dejándole el camino allanado a Brasil para lograr el título.

##### Primera fase
| Equipo     | Pts | PJ | PG | PE | PP | GF | GC | DIF |
| ---------- | --- | -- | -- | -- | -- | -- | -- | --- |
| Suecia     | 5   | 3  | 1  | 2  | 0  | 4  | 3  | +1  |
| Inglaterra | 5   | 3  | 1  | 2  | 0  | 2  | 1  | +1  |
| Argentina  | 4   | 3  | 1  | 1  | 1  | 2  | 2  | 0   |
| Nigeria    | 1   | 3  | 0  | 1  | 2  | 1  | 3  | -2  |

| 2 de junio de 2002 | Argentina     | 1:0 (0:0) | Nigeria | Estadio Kashima, Ibaraki                                               |                                                                        |
|                    | Batistuta 63' |           |         | Asistencia: 34.500 espectadores Árbitro(s): Gilles Veissiere (Francia) | Asistencia: 34.500 espectadores Árbitro(s): Gilles Veissiere (Francia) |

| 7 de junio de 2002 | Argentina | 0:1 (0:1) | Inglaterra         | Domo de Sapporo, Sapporo                                               |                                                                        |
|                    |           |           | Beckham 44' (pen.) | Asistencia: 35.927 espectadores Árbitro(s): Pierluigi Collina (Italia) | Asistencia: 35.927 espectadores Árbitro(s): Pierluigi Collina (Italia) |

| 12 de junio de 2002 | Argentina  | 1:1 (0:0) | Suecia       | Estadio de Miyagi, Miyagi                                                        |                                                                                  |
|                     | Crespo 88' |           | Svensson 59' | Asistencia: 45.777 espectadores Árbitro(s): Ali Bujsaim (Emiratos Árabes Unidos) | Asistencia: 45.777 espectadores Árbitro(s): Ali Bujsaim (Emiratos Árabes Unidos) |

#### Estadísticas

##### Posiciones finales
| Equipo | Equipo     | Pts | PJ | PG | PE | PP | GF | GC | Dif | Rend  |
| ------ | ---------- | --- | -- | -- | -- | -- | -- | -- | --- | ----- |
| 17     | Sudáfrica  | 4   | 3  | 1  | 1  | 1  | 5  | 5  | 0   | 44,4% |
| 18     | Argentina  | 4   | 3  | 1  | 1  | 1  | 2  | 2  | 0   | 44,4% |
| 19     | Costa Rica | 4   | 3  | 1  | 1  | 1  | 5  | 6  | -1  | 44,4% |

##### Goleadores
| Jugador           | Goles |
| ----------------- | ----- |
| Gabriel Batistuta | 1     |
| Hernán Crespo     | 1     |

### Alemania 2006
El sorteo puso a Argentina en el Grupo C, llamado el Grupo de la muerte porque allí estaban incluidas las selecciones de los Holanda (históricamente una de las mejores del mundo), Serbia y Montenegro (que había clasificado primera e invicta en su grupo de las eliminatorias, relegando a España) y Costa de Marfil (que había obtenido el segundo puesto en la Copa Africana de Naciones 2006 y el primer puesto de su grupo en la fase clasificatoria).
En el debut, el seleccionado argentino debió enfrentarse con el equipo africano, que contaba entre sus jugadores a Didier Drogba. El partido no fue sencillo para la Albiceleste, que tras irse al vestuario en el entretiempo con dos goles de ventaja (Hernán Crespo a los 24' y Javier Saviola a los 38'), terminó ganando por la mínima diferencia luego de que Drogba descontara a los 82'. El mejor jugador del encuentro fue Javier Saviola, quien recibió el premio Jugador Budweiser del partido.
Tras el triunfo en el debut, el equipo se enfrentó a Serbia y Montenegro, que sólo había recibido un gol durante la fase eliminatoria, en la que había terminado invicta. Sin embargo, a pesar de lo esperado, Argentina venció por 6:0, en uno de los mejores partidos de la fase de grupos, con goles de Maxi Rodríguez (2), Esteban Cambiasso, Hernán Crespo, Carlos Tévez y Lionel Messi. Durante este partido, el mediocampista Luis González sufrió un edema muscular en el abductor izquierdo que lo obligó a abandonar el campo de juego y perderse varios partidos. En esta ocasión, Juan Román Riquelme fue elegido como el mejor jugador del encuentro.
Ya clasificada para la segunda fase, la selección argentina debió enfrentarse a Holanda, que también se encontraba clasificada. Ambos entrenadores realizaron varios cambios en la formación inicial respecto a los partidos anteriores, y como no intentaron arriesgar demasiado, ya que ambas selecciones se encontraban clasificadas, el partido finalizó en un empate sin goles. Gracias a ello, Argentina se clasificó en el primer puesto del grupo, relegando a los Países Bajos a la segunda posición. Sin embargo, el equipo sufrió otra baja, ya que a los 24' Nicolás Burdisso debió ser reemplazado debido a un esguince de rodilla. Como en los partidos anteriores, un jugador argentino fue seleccionado como el jugador del partido: esta vez fue el turno de Carlos Tévez.
La Argentina llegaba al partido contra la selección de México consiguiendo mejores resultados en el torneo que su rival. Los aztecas se habían clasificado en el segundo lugar del Grupo D, y en los últimos partidos habían empatado con Angola y perdido con Portugal.
A pesar de lo esperado, México realizó un buen planteo táctico, consiguiendo quitarle la posesión del balón a la Argentina y convirtiendo, a los 5 minutos, un gol a través de Rafael Márquez Álvarez. Cinco minutos después Argentina logró empatar mediante un remate de Hernán Crespo. El partido continuó sin que se convirtieran más goles y, tras jugarse los 90 minutos, debió definirse en tiempo suplementario.
A los 8 minutos del tiempo suplementario, Maxi Rodríguez, ubicado en el sector derecho, recibió un pase aéreo de Sorín, detuvo el balón con el pecho y antes de que el mismo cayera al piso realizó un remate que ingresó cerca del palo derecho de Oswaldo Sánchez. Este gol fue votado como el mejor gol del torneo y le permitió a la Argentina obtener el pase a los cuartos de final tras vencer a México por 2:1. Rodríguez fue elegido como el mejor jugador del encuentro.
Por los cuartos de final Argentina debía enfrentarse al anfitrión, Alemania, que se había clasificado tras derrotar a Suecia por 2:0. Argentina comenzó dominando la posesión del balón durante todo el primer tiempo, como en buena parte del partido. Sin embargo no se mostró tan contundente en la finalización de las jugadas, presentando poco peligro para el arco de Jens Lehmann.
A los pocos minutos del segundo tiempo, el seleccionado argentino consiguió ponerse en ventaja tras un remate de cabeza por parte de Roberto Ayala. A partir de ese momento Alemania se adelantó y comenzó a presionar en el campo rival, lo que dio resultado en el minuto 80 cuando Miroslav Klose consiguió empatar el encuentro y llevarlo a tiempo suplementario.
Durante el alargue la ventaja fue para la selección argentina, que tuvo mayor posesión de balón. Sin embargo no pudo convertir, y tras el empate en tiempo suplementario, el partido debía definirse por penales. Allí, tanto Ayala como Cambiasso fallaron sus penales y Alemania obtuvo su pase a la Semifinal tras ganar la definición desde los doce pasos por 4:2. La curiosidad del partido la produjo el arquero Jens Lehmann, quien consultaba antes de cada penal ejecutado por el equipo argentino una lista que tenía guardada en una media. Posteriormente, el cuerpo técnico alemán reconoció que había estudiado a los pateadores argentinos durante años, y que ese papel contenía la información detallada de cada jugador. Sin embargo, posteriormente la lista fue dada a conocer y sólo dos de los cinco tiros fueron efectivamente predichos; los restantes jugadores de la lista no participaron en el lanzamiento de penales.
Al final del encuentro se produjo un altercado entre jugadores argentinos y alemanes en el cual Leandro Cufré golpeó a Per Mertesacker, lo que produjo que el árbitro, Lubos Michel, lo expulsara. Además, el Comité de Disciplina de la FIFA dispuso, luego de analizar las imágenes de televisión, sancionar por cuatro fechas a Cufré y a Maximiliano Rodríguez, quien había golpeado a Bastian Schweinsteiger, multándolos además con 10.000 y 5.000 francos suizos, respectivamente.

##### Primera fase
| Equipo              | Pts | PJ | PG | PE | PP | GF | GC | Dif |
| ------------------- | --- | -- | -- | -- | -- | -- | -- | --- |
| Argentina           | 7   | 3  | 2  | 1  | 0  | 8  | 1  | +7  |
| Holanda             | 7   | 3  | 2  | 1  | 0  | 3  | 1  | +2  |
| Costa de Marfil     | 3   | 3  | 1  | 0  | 2  | 5  | 6  | -1  |
| Serbia y Montenegro | 0   | 3  | 0  | 0  | 3  | 2  | 10 | -8  |

| 10 de junio de 2006, 21:00 | Argentina                | 2:1 (2:0) | Costa de Marfil | Est. de la Copa Mundial, Hamburgo                                        |                                                                          |
|                            | Crespo 24' · Saviola 38' |           | Drogba 82'      | Asistencia: 49.480 espectadores Árbitro(s): Frank De Bleeckere (Bélgica) | Asistencia: 49.480 espectadores Árbitro(s): Frank De Bleeckere (Bélgica) |

| 16 de junio de 2006, 15:00 | Argentina                                                              | 6:0 (3:0) | Serbia y Montenegro | Est. de la Copa Mundial, Gelsenkirchen                               |                                                                      |
|                            | Rodríguez 6', 41' · Cambiasso 31' · Crespo 78' · Tévez 84' · Messi 88' |           |                     | Asistencia: 52.000 espectadores Árbitro(s): Roberto Rosetti (Italia) | Asistencia: 52.000 espectadores Árbitro(s): Roberto Rosetti (Italia) |

| 21 de junio de 2006, 21:00 | Países Bajos | 0:0 | Argentina | Est. de la Copa Mundial, Fráncfort                                         |  |
|                            |              |     |           | Asistencia: 48.000 espectadores Árbitro(s): Luis Medina Cantalejo (España) |  |

##### Octavos de final
| 24 de junio de 2006, 21:00 | Argentina                 | 2:1 (1:1, 1:1) | México     | Zentralstadion, Leipzig                                             |                                                                     |
|                            | Crespo 9' · Rodríguez 98' |                | Márquez 5' | Asistencia: 43.000 espectadores Árbitro(s): Massimo Busacca (Suiza) | Asistencia: 43.000 espectadores Árbitro(s): Massimo Busacca (Suiza) |

##### Cuartos de final
| 30 de junio de 2006, 17:00 | Argentina | 1:1 (1:1, 0:0) | Alemania  | Olympiastadion, Berlín                                                |                                                                       |
|                            | Ayala 49' |                | Klose 80' | Asistencia: 72.000 espectadores Árbitro(s): Lubos Michel (Eslovaquia) | Asistencia: 72.000 espectadores Árbitro(s): Lubos Michel (Eslovaquia) |

| Tanda de penales |  |     |  |          |
| Cruz             |  | 1:1 |  | Neuville |
| Ayala            |  | 1:2 |  | Ballack  |
| Rodríguez        |  | 2:3 |  | Podolski |
| Cambiasso        |  | 2:4 |  | Borowski |
|                  |  |     |  |          |

#### Estadísticas

##### Posiciones finales
| Equipo | Equipo     | Pts | PJ | PG | PE | PP | GF | GC | Dif | Rend  |
| ------ | ---------- | --- | -- | -- | -- | -- | -- | -- | --- | ----- |
| 5      | Brasil     | 12  | 5  | 4  | 0  | 1  | 10 | 2  | 8   | 80,0% |
| 6      | Argentina  | 11  | 5  | 3  | 2  | 0  | 11 | 3  | 8   | 73,3% |
| 7      | Inglaterra | 11  | 5  | 3  | 2  | 0  | 6  | 2  | 4   | 73,3% |

##### Goleadores
| Jugador           | Goles |
| ----------------- | ----- |
| Hernan Crespo     | 3     |
| Maxi Rodríguez    | 3     |
| Javier Saviola    | 1     |
| Lionel Messi      | 1     |
| Esteban Cambiasso | 1     |
| Carlos Tévez      | 1     |
| Roberto Ayala     | 1     |

### Sudáfrica 2010

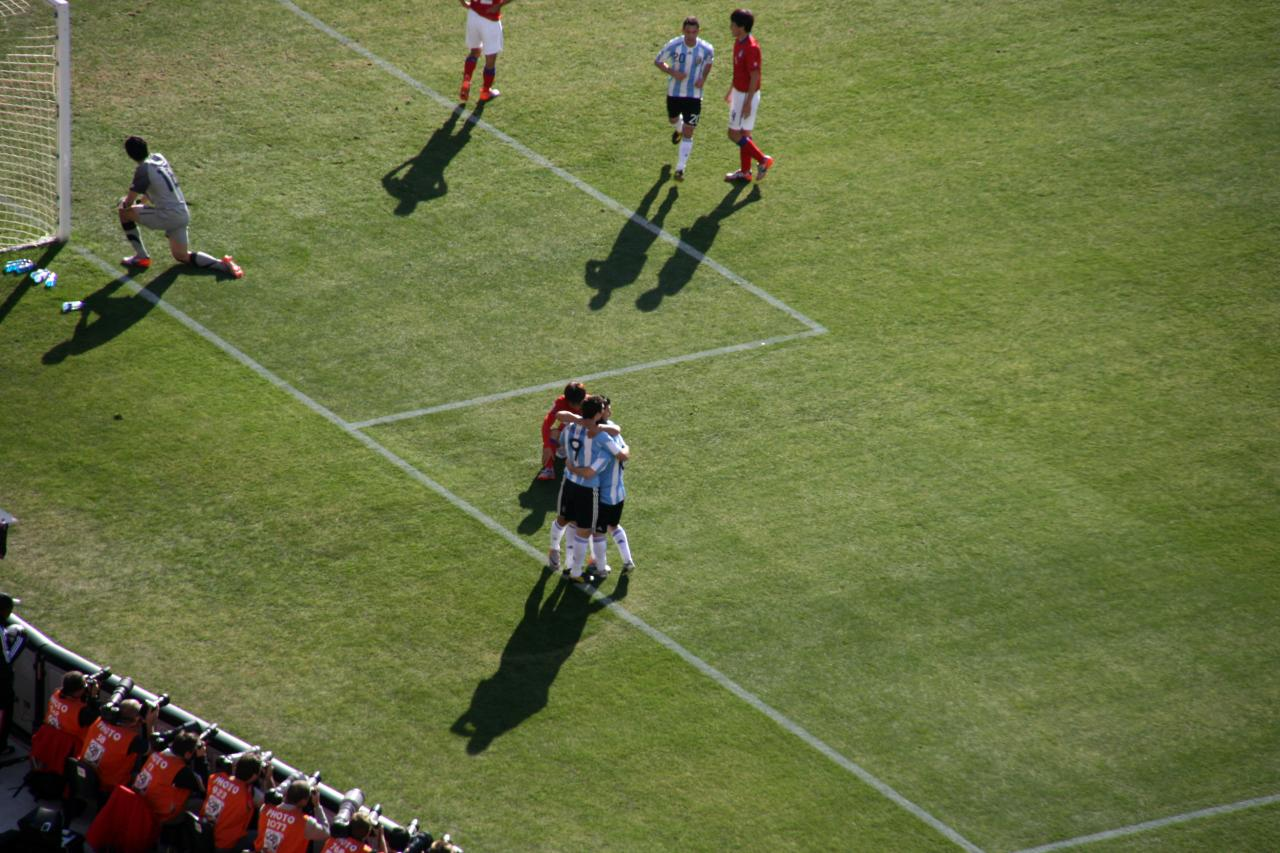
Celebración del cuarto gol de Argentina, el tercero de Gonzalo Higuaín, frente a Corea del Sur.

El partido inaugural para Argentina en el mundial fue ante Nigeria el 12 de junio de 2010 en Johannesburgo. Apenas a los 6' de juego Gabriel Heinze de palomita marcó el primer gol tras un centro de Juan Sebastián Verón. El resultado pudo ser mucho mayor pero en reiteradas ocasiones el portero nigeriano Vincent Enyeama, la figura del partido, le ahogó el gol a los argentinos.
El segundo enfrentamiento también celebrado en Johannesburgo 5 días después del primero, fue ante Corea del Sur. A los 17 minutos Park Chu-Young en contra abrió el marcador. Pasada la media hora de juego Gonzalo Higuaín anotó el segundo. Cuando parecía que Argentina tenía todo controlado Martín Demichelis cometió un grosero error, que fue aprovechado por Lee Chung-Yong. La tranquilidad argentina llegó en el segundo tiempo cuando sendos tantos de Higuaín pusieron el 4 a 1 final.
Con 7 cambios, La Albiceleste afrontó el tercer encuentro ante Grecia. El Estadio Peter Mokaba fue el escenario del mismo. Por primera vez, Lionel Messi fue el capitán del equipo ya que el técnico Diego Maradona decidió darle descanso a Javier Mascherano. En un partido en que no se sacaban diferencias Martín Demichelis cabeceó en el área pero la pelota rebotó en un compañero y con un derechazo potente fusiló el arco helénico. Tres minutos después Martín Palermo ingresó por Diego Milito y a los 89' se cubrió de gloria al anotar el 2-0. El gol de  Martín Palermo fue muy emotivo y festejado porque es un jugador muy querido en Argentina.
Por tercera vez en la historia y por segunda consecutiva en octavos de final la Selección de fútbol de Argentina debía enfrentar al combinado Mexicano. El encuentro jugado en Johannesburgo el 27 de junio de 2010 fue arbitrado por el italiano Roberto Rosetti.
Al principio del partido fue México el equipo que tuvo más posibilidades pero no pudo marcar el gol que buscaba. Con el correr de los minutos Argentina comenzó a ir más hacia el arco mexicano y concretó el primer gol. El "apache" Carlos Tévez en clara posición adelantada recibió un centro de Messi y cabeceó solo al arco. La pantalla gigante con la que contaba el estadio mostró la jugada y al verla, los jugadores mexicanos fueron a buscar a Rosetti y al juez de línea pero ambos decidieron marcar el gol como válido. Siete minutos después Ricardo Osorio se equivocó y le dio un pase a su rival Gonzalo Higuaín que con una gran jugada individual marcó el segundo tanto. En el segundo tiempo Carlos Tévez con un remate impresionante de afuera del área hizo nula la estirada del guardameta Oscar Pérez. Tras este gol México pudo tener más tiempo la pelota y consiguió su gol a través del Javier Hernández Balcázar.
Con el correr de los minutos la diferencia se mantuvo y Argentina pasó a los cuartos de final.
El 3 de julio en Ciudad del Cabo, Argentina enfrentó a Alemania. Ravshan Irmatov de Uzbekistán fue designado para dirigir el encuentro. El mismo árbitro estuvo presente en el encuentro ante Grecia y recibió muchas críticas por parte de Diego Maradona.
A los 2 minutos de juego Thomas Müller adelantó al conjunto alemán. Desde ese momento Argentina no pudo hacer pie en el encuentro, aunque mejoró un poco con el correr de los minutos no fue nada serio. Al comienzo de la segunda etapa Argentina salió más decidida y un remate de Ángel Di María le dio un susto a más de uno. Con un conjunto jugado a empatar, Alemania apostaba a defenderse y contraatacar. Así fue como en los últimos 25 minutos Miroslav Klose, Friedrich y otra vez Klose pusieron el 4:0 final.

##### Primera fase
| Equipo        | Pts | PJ | PG | PE | PP | GF | GC | Dif |
| ------------- | --- | -- | -- | -- | -- | -- | -- | --- |
| Argentina     | 9   | 3  | 3  | 0  | 0  | 7  | 1  | 6   |
| Corea del Sur | 4   | 3  | 1  | 1  | 1  | 5  | 6  | -1  |
| Grecia        | 3   | 3  | 1  | 0  | 2  | 2  | 5  | -3  |
| Nigeria       | 1   | 3  | 0  | 1  | 2  | 3  | 5  | -2  |

| 12 de junio de 2010, 17:00 | Argentina | 1:0 (1:0) | Nigeria | Estadio Ellis Park, Johannesburgo                                     |                                                                       |
|                            | Heinze 6' | Reporte   |         | Asistencia: 55.686 espectadores Árbitro(s): Wolfgang Stark (Alemania) | Asistencia: 55.686 espectadores Árbitro(s): Wolfgang Stark (Alemania) |

| 17 de junio de 2010, 13:30 | Argentina                                         | 4:1 (2:1) | Corea del Sur      | Estadio Soccer City, Johannesburgo                                       |                                                                          |
|                            | Park Chu-Young 17' (a.g.) · Higuaín 33', 76', 80' | Reporte   | Lee Chung-Yong 46' | Asistencia: 82.174 espectadores Árbitro(s): Frank De Bleeckere (Bélgica) | Asistencia: 82.174 espectadores Árbitro(s): Frank De Bleeckere (Bélgica) |

| 22 de junio de 2010, 20:30 | Grecia | 0:2 (0:0) | Argentina                    | Estadio Peter Mokaba, Polokwane                                          |                                                                          |
|                            |        | Reporte   | Demichelis 77' · Palermo 89' | Asistencia: 38.891 espectadores Árbitro(s): Ravshan Irmatov (Uzbekistán) | Asistencia: 38.891 espectadores Árbitro(s): Ravshan Irmatov (Uzbekistán) |

##### Octavos de final
| 27 de junio de 2010, 20:30 | Argentina                    | 3:1 (2:0) | México                   | Estadio Soccer City, Johannesburgo                                   |                                                                      |
|                            | Tévez 26', 52' · Higuaín 33' | Reporte   | Chicharito Hernández 71' | Asistencia: 84.377 espectadores Árbitro(s): Roberto Rosetti (Italia) | Asistencia: 84.377 espectadores Árbitro(s): Roberto Rosetti (Italia) |

##### Cuartos de final
| 3 de julio de 2010, 16:00 | Alemania                                      | 4:0 (1:0) | Argentina | Estadio Green Point, Ciudad del Cabo                                     |                                                                          |
|                           | T. Müller 3' · Klose 68', 89' · Friedrich 74' | Reporte   |           | Asistencia: 64.100 espectadores Árbitro(s): Ravshan Irmatov (Uzbekistán) | Asistencia: 64.100 espectadores Árbitro(s): Ravshan Irmatov (Uzbekistán) |

#### Estadísticas

##### Posiciones finales
| Equipo | Equipo    | Pts | PJ | PG | PE | PP | GF | GC | Dif | Rend  |
| ------ | --------- | --- | -- | -- | -- | -- | -- | -- | --- | ----- |
| 4      | Uruguay   | 11  | 7  | 3  | 2  | 2  | 11 | 8  | 3   | 52,4% |
| 5      | Argentina | 12  | 5  | 4  | 0  | 1  | 10 | 6  | 4   | 80,0% |
| 6      | Brasil    | 10  | 5  | 3  | 1  | 1  | 9  | 4  | 5   | 66,7% |

##### Goleadores
| Jugador           | Goles |
| ----------------- | ----- |
| Gonzalo Higuaín   | 4     |
| Carlos Tévez      | 2     |
| Martín Demichelis | 1     |
| Gabriel Heinze    | 1     |
| Martín Palermo    | 1     |

### Brasil 2014

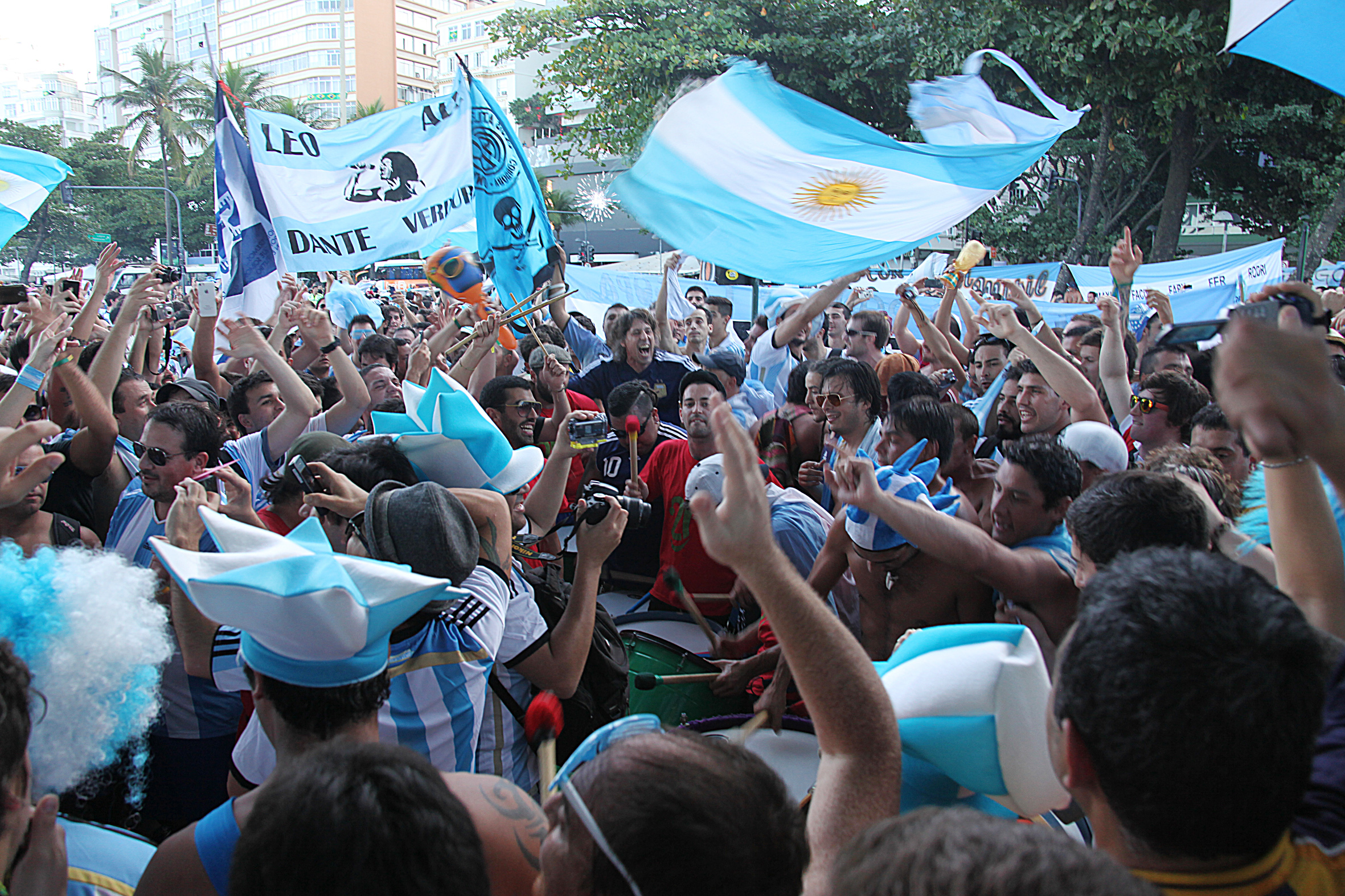
Hinchas argentinos en Río de Janeiro, en el Mundial 2014.

En la fase final del Mundial 2014, disputada en Brasil, quedó encuadrada en el grupo F, contra Bosnia-Herzegovina, en un partido que tuvo como ganador al conjunto sudamericano con un gol en contra de Bosnia y luego una brillante jugada de Messi que luego de dribleos a distintos jugadores rivales logra concretar el 2-0. Finalmente llega Bosnia a descontar logrando el 2-1 final. Luego, Irán sería su próximo objetivo. Ganarle fue un desafío para los 11 albicelestes, durante un partido que presenció a la defensa iraní muy cercana al arco propio y muy poblada en todo el partido; fue un solitario gol de Messi desde fuera del área rival el que lograra darle el triunfo a su equipo a pocos segundos de terminar el encuentro. Por último, ya clasificada a octavos, enfrenta a Nigeria, donde con dos goles de "la pulga" y uno de Rojo de cabeza, es terminado el encuentro contra dos del rival, y el resultado fue 3-2 para los argentinos. El combinado ganó sus tres encuentros y se clasificó como primera de grupo para las eliminatorias. Durante la fase de grupos además, Messi logra en cada uno de los tres partidos el reconocimiento al "mejor jugador del partido", en gran parte, debido a sus goles (el único gol que no fue de Lío había sido convertido por Rojo contra los nigerianos, de hecho).  
Tras ganar en Octavos a Suiza en el suplementario con un único gol de Di María y asistencia del 10 (fue el último partido donde Messi recibiría el reconocimiento de mejor jugador del partido); en Cuartos confrontaría a Bélgica, la cual cayó 1-0 con gol de Gonzalo Higuaín a los 8' del primer tiempo, en un partido donde Argentina pudo haber hecho más. Fue emotivo y causa de alegría para los argentinos el hecho de que su selección llega a las Semifinales luego de 24 años en su ausencia. En las semis, Argentina empata 0 a 0 en el suplementario contra Países Bajos en un partido que tuvo momentos de buen juego para ambos equipos, sin destacarse ni uno ni otro. Al llegar a los penales, luego de los 120 minutos, le gana 4:2 con grandes atajadas de Sergio Romero a Ron Vlaar y Wesley Sneijder, llevando a la Argentina a la final ante Alemania en el Estadio Maracaná, como en las otras ocasiones de 1986 y 1990. De hecho, la Argentina confrontó en las dos veces que ganó un mundial a Holanda (1978) y a Alemania (1986), y por lo que este dato daba esperanzas de que llegarían a alzar por tercera vez la Copa Mundial. No fue esto lo que pasó, ya que perdería en el tiempo suplementario por 1 a 0 con gol de Mario Gotze en un partido muy batallado para ambos equipos. Fue la tercera vez que Argentina y Alemania se enfrentaban en una final, convirtiendo este clásico en el más repetido en la final de Copa de Mundo. 
De esta forma se da inicio a una destacada selección donde se distingue un juego de pases y llegadas al área rival con mucha contundencia y conformando el tridente ofensivo con Messi, Agüero e Higuaín y la continua acometida de Di María, la capitanía sin cinta de Javier Mascherano, el notorio progreso de Lucas Biglia en el medio-campo y en la defensa de Marcos Rojo y de Ezequiel Garay, junto con las atajadas de Sergio Romero. Se puede destacar la revelación definitiva de varios jugadores en la selección mayor, como es el acentuado caso de Lionel Messi, obteniendo una marca goleadora sobresaliente, y una asimilación de juego con el equipo, apostando a la formación de un grupo.

##### Primera fase
| Equipo               | Pts | PJ | PG | PE | PP | GF | GC | Dif |
| -------------------- | --- | -- | -- | -- | -- | -- | -- | --- |
| Argentina            | 9   | 3  | 3  | 0  | 0  | 6  | 3  | 3   |
| Nigeria              | 4   | 3  | 1  | 1  | 1  | 3  | 3  | 0   |
| Bosnia y Herzegovina | 3   | 3  | 1  | 0  | 2  | 4  | 4  | 0   |
| Irán                 | 1   | 3  | 0  | 1  | 2  | 1  | 4  | -3  |

| 15 de junio de 2014, 19:00 | Argentina                       | 2:1 (1:0) | Bosnia y Herzegovina | Estadio Maracanã, Río de Janeiro                         |                                                          |
|                            | Kolašinac 3' (a.g.) · Messi 65' | Reporte   | Ibišević 84'         | Asistencia: 74,738 espectadores Árbitro(s): Joel Aguilar | Asistencia: 74,738 espectadores Árbitro(s): Joel Aguilar |

| 21 de junio de 2014, 13:00 | Argentina    | 1:0 (0:0) | Irán | Estadio Mineirão, Belo Horizonte                          |                                                           |
|                            | Messi 90'+1' | Reporte   |      | Asistencia: 57,698 espectadores Árbitro(s): Milorad Mažić | Asistencia: 57,698 espectadores Árbitro(s): Milorad Mažić |

| 25 de junio de 2014, 13:00 | Nigeria      | 2:3 (1:2) | Argentina                  | Estadio Beira-Rio, Porto Alegre                            |                                                            |
|                            | Musa 4', 47' | Reporte   | Messi 3', 45+1' · Rojo 50' | Asistencia: 43,285 espectadores Árbitro(s): Nicola Rizzoli | Asistencia: 43,285 espectadores Árbitro(s): Nicola Rizzoli |

##### Octavos de final
| 1 de julio de 2014, 13:00 | Argentina     | 1:0 (0:0, 0:0) (t. s.) | Suiza | Arena de São Paulo, São Paulo                              |                                                            |
|                           | Di María 118' | Reporte                |       | Asistencia: 63,255 espectadores Árbitro(s): Jonas Eriksson | Asistencia: 63,255 espectadores Árbitro(s): Jonas Eriksson |

##### Cuartos de final
| 5 de julio de 2014, 13:00 | Argentina  | 1:0 (1:0) | Bélgica | Estadio Nacional, Brasilia                                 |                                                            |
|                           | Higuaín 8' | Reporte   |         | Asistencia: 68,551 espectadores Árbitro(s): Nicola Rizzoli | Asistencia: 68,551 espectadores Árbitro(s): Nicola Rizzoli |

##### Semifinal
| 9 de julio de 2014, 17:00 | Países Bajos                     | 0:0 (t. s.)(2:4 p.)        | Argentina                               | Arena de São Paulo, São Paulo                            |                                                          |
|                           |                                  | Reporte                    |                                         | Asistencia: 63 267 espectadores Árbitro(s): Cüneyt Çakir | Asistencia: 63 267 espectadores Árbitro(s): Cüneyt Çakir |
|                           |                                  | Tiros desde el punto penal |                                         |                                                          |                                                          |
|                           | Vlaar · Robben · Sneijder · Kuyt |                            | Messi · Garay · Agüero · Maxi Rodríguez |                                                          |                                                          |

##### Final
| 13 de julio de 2014, 16:00 | Alemania         | 1:0 (0:0, 0:0) (t. s.) | Argentina | Estadio Maracaná, Río de Janeiro                           |                                                            |
|                            | Mario Götze 113' | Reporte                |           | Asistencia: 74 738 espectadores Árbitro(s): Nicola Rizzoli | Asistencia: 74 738 espectadores Árbitro(s): Nicola Rizzoli |

#### Estadísticas

##### Posiciones finales
| Pos. | Equipo       | Pts | PJ | PG | PE | PP | GF | GC | Dif. | Rend. |
| ---- | ------------ | --- | -- | -- | -- | -- | -- | -- | ---- | ----- |
| 1    | Alemania     | 19  | 7  | 6  | 1  | 0  | 18 | 4  | 14   | 90,5% |
| 2    | Argentina    | 16  | 7  | 5  | 1  | 1  | 8  | 4  | 4    | 76,2% |
| 3    | Países Bajos | 17  | 7  | 5  | 2  | 0  | 15 | 4  | 11   | 80,9% |

##### Goleadores
| Jugador         | Goles |
| --------------- | ----- |
| Lionel Messi    | 4     |
| Gonzalo Higuaín | 1     |
| Ángel Di María  | 1     |
| Marcos Rojo     | 1     |

### Rusia 2018
La selección Argentina comienza el Mundial con un 1-1 contra Islandia, el "Kun" Agüero anotó para la albiceleste, mientras que Lionel Messi tuvo un penal que terminó siendo atajado por el arquero. En el siguiente partido la Selección Argentina sufriría una dura derrota 3-0 contra Croacia. Argentina llegaba a la última fecha de la fase de grupos dependiendo de una victoria, y de que Islandia no gane su partido frente a Croacia. Abriría el marcador del Partido Lionel Messi, en el segundo tiempo, el seleccionado africano empataría el partido, Islandia ganaba su partido, y el combinado Albiceleste estaba con un pie y medio afuera del campeonato, pero sobre el final aparecería Marcos Rojo para concretar el 2-1 definitivo, simultáneamente Croacia empataba con Islandia, dejando el segundo puesto del grupo para Argentina. Argentina en los octavos de final se enfrentaría a la temible Francia. Abriría el partido Antonie Griezmann de penal para los Franceses, antes de que acabe la primera Mitad, Ángel Di María empataría el partido para ir al descanso 1-1. En el comienzo del segundo tiempo, un remate de Messi que desvío Gabriel Mercado pondría a la selección sudamericana arriba en el Marcador, pero minutos más tarde, Benjamín Pavard, pondría el 2-2 con un golazo que posteriormente sería elegido como el mejor gol del mundial, posteriormente, en una ráfaga de 5 minutos, Kylian Mbappé marcaría un doblete poniendo el encuentro 4-2 para el seleccionado europeo; sobre el final descontaría el "Kun" Agüero que había ingresado desde el banco de suplentes, pero no quedaría tiempo para más, la Argentina caería 4-3 sobre Francia que finalmente se coronaría campeona del Mundial.

##### Primera fase
| Selección | Pts | PJ | PG | PE | PP | GF | GC | Dif |
| --------- | --- | -- | -- | -- | -- | -- | -- | --- |
| Croacia   | 9   | 3  | 3  | 0  | 0  | 7  | 1  | 6   |
| Argentina | 4   | 3  | 1  | 1  | 1  | 3  | 5  | -2  |
| Nigeria   | 3   | 3  | 1  | 0  | 2  | 3  | 4  | -1  |
| Islandia  | 1   | 3  | 0  | 1  | 2  | 2  | 5  | -3  |

| 16 de junio de 2018, 16:00 | Argentina         | 1:1 (1:1) | Islandia               | Otkrytie Arena, Moscú        |                              |
|                            | Sergio Agüero 19' | Reporte   | Alfreð Finnbogason 23' | Árbitro(s): Szymon Marciniak | Árbitro(s): Szymon Marciniak |

| 21 de junio de 2018, 21:00 | Argentina | 0:3 (0:0) | Croacia                                | Estadio de Nizhni Nóvgorod, Nizhni Nóvgorod                 |                                                             |
|                            |           | Reporte   | Rebić 53' · Modrić 80' · Rakitić 90+1' | Asistencia: 43 319 espectadores Árbitro(s): Ravshan Irmatov | Asistencia: 43 319 espectadores Árbitro(s): Ravshan Irmatov |

| 26 de junio de 2018, 21:00 | Nigeria                 | 1:2 (0:1) | Argentina                          | Zenit Arena, San Petersburgo                             |                                                          |
|                            | Victor Moses 51' (pen.) | Reporte   | Lionel Messi 14' · Marcos Rojo 86' | Asistencia: 64 468 espectadores Árbitro(s): Cüneyt Çakır | Asistencia: 64 468 espectadores Árbitro(s): Cüneyt Çakır |

##### Octavos de final
| 30 de junio de 2018 | Francia                                                                     | 4:3 (1:1) | Argentina                                                      | Kazán Arena, Kazán          |                             |
| 17:00 MSK           | Antoine Griezmann 13' (pen.) · Benjamin Pavard 57' · Kylian Mbappé 64', 68' | Reporte   | Ángel Di María 41' · Gabriel Mercado 48' · Sergio Agüero 90+3' | Árbitro(s): Alireza Faghani | Árbitro(s): Alireza Faghani |

#### Estadísticas

##### Posiciones finales
| Pos. | Equipo    | Pts | PJ | PG | PE | PP | GF | GC | Dif. | Rend.  |
| ---- | --------- | --- | -- | -- | -- | -- | -- | -- | ---- | ------ |
| 15   | Japón     | 4   | 4  | 1  | 1  | 2  | 6  | 7  | -1   | 33,33% |
| 16   | Argentina | 4   | 4  | 1  | 1  | 2  | 6  | 9  | -3   | 33,33% |
| 17   | Senegal   | 4   | 3  | 1  | 1  | 1  | 4  | 4  | 0    | 44,44% |

##### Goleadores
| Jugador         | Goles |
| --------------- | ----- |
| Sergio Agüero   | 2     |
| Lionel Messi    | 1     |
| Marcos Rojo     | 1     |
| Gabriel Mercado | 1     |
| Ángel Di María  | 1     |

### Catar 2022
La Selección Argentina dirigida por Lionel Scaloni llegaba como una gran candidata para llevarse el título en Catar. La "Scaloneta" venía de ser campeona de América frente a Brasil, venía de golear a Italia en Wembley y con un invicto de 36 partidos, uno de los mayores invictos de selecciones en la historia.
Este mundial también significaría la última oportunidad de levantar la tan ansiada Copa del Mundo para algunos jugadores. Jugadores como Ángel Di María, Nicolás Otamendi y Lionel Messi. Aunque también significaría el surgimiento de jugadores que serían el futuro de la Albiceleste, como Julián Álvarez, Enzo Fernández, Alexis Mac Allister, Nahuel Molina, entre otros.

En el sorteo, el grupo de la Albiceleste quedó conformado por Polonia, México y Arabia Saudita. Un grupo considerado "facil" para la Scaloneta.
La Scaloneta haría su debut frente a Arabia Saudita, en un partido que empezaba con una falta en el área sobre Leandro Paredes que luego sería revisada por el VAR, para finalmente cobrar penal a favor de la Argentina. Así, a los 10', Lionel Messi marcaría el 1 a 0 que le daría la ventaja a la Albiceleste. En lo que quedaba de la primera parte, la Scaloneta hizo 3 goles, goles que serían anulados posteriormente por fuera de lugar y por un polémico VAR. Llega la segunda mitad y a los 48' llegaría el empate de los árabes con un gol de Saleh Al-Shehri. Tan solo 5 minutos después, llegaría un golazo de Salem Al-Dawsari que le bastaría a Arabia Saudita para poner el 2 a 1 y llevarse los 3 puntos. Esto le caería como un balde de agua fría a la Scaloneta, que con este resultado no solo no sumaría puntos, sino que además perdería el invicto de 36 partidos.

Llega la segunda fecha y la Argentina se enfrenta a México, el conjunto de Lionel Scaloni debía ganar si quería pasar a la segunda fase. Scaloni realizaría un par de cambios y apostaría por otro esquema. Si bien la Scaloneta tendría varias oportunidades durante el primer tiempo, no lograría sacar ventaja durante este período. Sin embargo, a los 64', Lionel Messi marcaría el 1 a 0 con un zurdazo desde fuera del área. Pero eso no sería todo, tras un córner al 87' que jugaría en corto Rodrigo De Paul y un impecable pase de Lionel Messi, llegaría el joven Enzo Fernández que con un increíble disparo a colocar pondría las cosas 2 a 0. Con este triunfo, la Albiceleste estaba cada vez más cerca de la gloria.

Tercera jornada y la Selección se enfrentaba a Polonia, un partido que definiría el Grupo C, la derrota le costaría al conjunto de Scaloni, la eliminación en fase de grupos.
Comienza el partido y luego de una serie de oportunidades, llegaría penal a favor de la Argentina a los 39'. Lionel Messi realiza un gran disparo cruzado, sin embargo, Wojciech Szczęsny realiza una impecable atajada para mantener las cosas igualadas. Llega la segunda mitad y a los 46', Alexis Mac Allister le daría la ventaja a la Scaloneta tras un gran centro de Nahuel Molina. Y en el 67', Julián Álvarez haría el 2 a 0 con un increíble disparo imposible para Szczęsny, el jugador de 22 años que debutaba en una Copa del Mundo y sería clave para la Scaloneta. 
Así, la Argentina pasaría a octavos de final como primera de grupo y más ilusionada que nunca.

Llegaría la segunda fase y la Albiceleste se enfrentaría a Australia.
A los 35' llegaría un tiro libre para la Scaloneta que, tras el rechace de Mathew Ryan y un increíble control de Lionel Messi, pondría las cosas 1 a 0. Así, Messi convertiría su tercer gol en Catar.
Ya en la segunda parte, al 57', Julián Álvarez aprovecharía el error del arquero Mathew Ryan y lograría el 2 a 0. Sin embargo, llegaría el descuento de Australia a los 77' tras un disparo de Craig Goodwin que sería desvíado por Enzo Fernández y significaría el 2 a 1. Aunque esto no sería suficiente para el conjunto de Graham Arnold.
Así la Scaloneta pasaba a cuartos y se ilusionaba cada vez más.

Llegarían los cuartos de final y la Albiceleste se enfrenta a un viejo conocido, Países Bajos. El plantel de Louis van Gaal vendría de ganarle 3 a 1 a los Estados Unidos y buscaría la revancha de aquella semifinal de Brasil 2014.
Al 35', llegaría una gran carrera de Lionel Messi y un pase espectacular a Nahuel Molina que convertiría para poner el 1 a 0. Así, el joven de 24 años convertiría su primer gol en una Copa del Mundo. A los 73', se cometería un penal a favor de Argentina que Lionel Messi convertiría para poner el partido 2 a 0. 
Y cuando parecía que el partido estaba sentenciado, a los 83' Wout Weghorst descontaría y pondría el resultado 2 a 1. Casi al cierre del partido, a los 90+10' aparecería Weghorst nuevamente para igualar el resultado. No se sacarían ventaja en el tiempo extra, por lo que el partido sería definido en los penales.
Arrancaría la tanda y Emiliano Martínez realizaría una gran atajada a van Dijk, luego sería el turno de Messi en el punto penal y pondría el 1 a 0 tras una gran definición. Ahora llegaría el turno de Steven Berghuis, un buen remate, sin embargo, el "Dibu" Martínez lograría atajar el penal. 

##### Primera fase
| Equipo         | Pts | PJ | PG | PE | PP | GF | GC | Dif |
| -------------- | --- | -- | -- | -- | -- | -- | -- | --- |
| Argentina      | 6   | 3  | 2  | 0  | 1  | 5  | 2  | 3   |
| Polonia        | 4   | 3  | 1  | 1  | 1  | 2  | 2  | 0   |
| México         | 4   | 3  | 1  | 1  | 1  | 2  | 3  | -1  |
| Arabia Saudita | 3   | 3  | 1  | 0  | 2  | 3  | 5  | -2  |

| 22 de noviembre de 2022, 7:00 | Argentina       | 1:2 (1:0) | Arabia Saudita                 | Lusail Iconic Stadium, Lusail                             |                                                           |
|                               | Messi 10' (P) · | Reporte   | Al-Shehri 48' · Al-Dawsari 53' | Asistencia: 88.012 espectadores Árbitro(s): Slavko Vincic | Asistencia: 88.012 espectadores Árbitro(s): Slavko Vincic |

| 26 de noviembre de 2022, 16:00 | Argentina                    | 2:0 (0:0) | México | Lusail Iconic Stadium, Lusail                              |                                                            |
|                                | Messi 64' · E. Fernández 87' | Reporte   |        | Asistencia: 88.103 espectadores Árbitro(s): Daniele Orsato | Asistencia: 88.103 espectadores Árbitro(s): Daniele Orsato |

| 30 de noviembre de 2022, 16:00 | Polonia | 0:2 (0:0) | Argentina                         | Estadio 974, Doha                                          |                                                            |
|                                |         | Reporte   | Mac Allister 46' · J. Álvarez 67' | Asistencia: 43,285 espectadores Árbitro(s): Danny Makkelie | Asistencia: 43,285 espectadores Árbitro(s): Danny Makkelie |

##### Octavos de final
| 3 de diciembre de 2022, 16:00 | Argentina                  | 2:1 (1:0) | Australia               | Estadio Áhmad bin Ali, Rayán |                              |
|                               | Messi 35' · J. Álvarez 57' | Reporte   | E. Fernández 77' (a.g.) | Árbitro(s): Szymon Marciniak | Árbitro(s): Szymon Marciniak |

##### Cuartos de final
| 9 de diciembre de 2022. 16:00 | Países Bajos                                              | 2:2 (t. s.)(3:4 p.)        | Argentina                                                   | Lusail Iconic Stadium, Lusail |                         |
|                               | Weghorst 83' · Weghorst 90'                               |                            | N. Molina 35' · Messi 73' (P)                               | Árbitro(s): Mateu Lahoz       | Árbitro(s): Mateu Lahoz |
|                               |                                                           | Tiros desde el punto penal |                                                             |                               |                         |
|                               | Van Dijk · Berghuis · Koopmeiners · Weghorst · L. De Jong |                            | Messi · Paredes · Montiel · E. Fernández · Lautaro Martínez |                               |                         |

##### Semifinal
| 13 de diciembre de 2022, 16:00 | Argentina                                       | 3:0 (2:0) | Croacia | Lusail Iconic Stadium, Lusail |                            |
|                                | Messi 34' (P) · J. Álvarez 39' · J. Álvarez 69' | Reporte   |         | Árbitro(s): Daniele Orsato    | Árbitro(s): Daniele Orsato |

##### Final
| 18 de diciembre de 2022, 12:00 | Argentina                                                       | 3:3 (t. s.)(4:2 p.)        | Francia                                       | Lusail Iconic Stadium, Lusail |                              |
|                                | Lionel Messi 23' (P) · Ángel Di María 36' · Lionel Messi 109'   | Reporte                    | Mbappe 80' (P) · Mbappe 81' · Mbappe 118' (P) | Árbitro(s): Szymon Marciniak  | Árbitro(s): Szymon Marciniak |
|                                |                                                                 | Tiros desde el punto penal |                                               |                               |                              |
|                                | Lionel Messi · Paulo Dybala · Leandro Paredes · Gonzalo Montiel |                            | Mbappe · Coman · Tchouaméni · Kolo Muani      |                               |                              |

#### Estadísticas

##### Posiciones finales
| Equipo | Equipo    | Pts | PJ | PG | PE | PP | DG |
| ------ | --------- | --- | -- | -- | -- | -- | -- |
| 1      | Argentina | 14  | 7  | 4  | 2  | 1  | +7 |
| 2      | Francia   | 16  | 7  | 5  | 1  | 1  | +8 |
| 3      | Croacia   | 10  | 7  | 2  | 4  | 1  | +1 |

### Goleadores
| #     | Jugador             | Anotado | PJ | Prom. | Jugada | Cabeza | Tiro libre | Penal |
| ----- | ------------------- | ------- | -- | ----- | ------ | ------ | ---------- | ----- |
| 1     | Lionel Messi        | 7       | 7  | 1     | 3      | 0      | 0          | 4     |
| 2     | Julián Álvarez      | 4       | 7  | 0.57  | 4      | 0      | 0          | 0     |
| 3     | Ángel Di María      | 1       | 5  | 0.2   | 1      | 0      | 0          | 0     |
| 4     | Alexis Mac Allister | 1       | 6  | 0.17  | 1      | 0      | 0          | 0     |
| 5     | Enzo Fernández      | 1       | 7  | 0.14  | 1      | 0      | 0          | 0     |
| 6     | Nahuel Molina       | 1       | 7  | 0.14  | 1      | 0      | 0          | 0     |
| Total | Total               | 15      | 7  | 2.14  | 11     | 0      | 0          | 4     |

## Estadísticas finales

### Tabla estadística de fases finales
Argentina se encuentra en el tercer lugar detrás de Brasil y Alemania, con 158 puntos en todos los mundiales, teniendo en cuenta que a partir de 1994 se comenzó a considerar tres puntos por victoria.
|     | Equipo    | PM | Resultados | Resultados | Resultados | Resultados | Resultados | Resultados | Resultados | Resultados | Participación | Participación | Participación | Participación | Participación | Participación | Participación | Participación | Participación | Participación | Participación | Participación | Participación | Participación | Participación | Participación | Participación | Participación | Participación | Participación | Participación |     |
| Pts | Equipo    | PM | PJ         | PG         | PE         | PP         | Rnd        | GF         | GC         | 30         | 34            | 38            | 50            | 54            | 58            | 62            | 66            | 70            | 74            | 78            | 82            | 86            | 90            | 94            | 98            | 02            | 06            | 10            | 14            | 18            | 22            |     |
| --- | --------- | -- | ---------- | ---------- | ---------- | ---------- | ---------- | ---------- | ---------- | ---------- | ------------- | ------------- | ------------- | ------------- | ------------- | ------------- | ------------- | ------------- | ------------- | ------------- | ------------- | ------------- | ------------- | ------------- | ------------- | ------------- | ------------- | ------------- | ------------- | ------------- | ------------- | --- |
| 1º  | Brasil    | 22 | 227        | 104        | 70         | 17         | 17         | 73%        | 221        | 102        | 6.º           | 14.º          | 3.º           | 2.º           | 6.º           |               |               | 11.º          |               | 4.º           | 3.º           | 5.º           | 5.º           | 9.º           |               | 2.º           |               | 5.º           | 6.º           | 4°            | 6°            | 7°  |
| 2º  | Alemania  | 20 | 221        | 109        | 67         | 20         | 22         | 68%        | 226        | 125        |               | 3.º           | 10.º          |               |               | 4.º           | 7.º           | 2.º           | 3.º           |               | 6.º           | 2.º           | 2.º           |               | 5.º           | 7.º           | 2.º           | 3.º           | 3.º           |               | 22°           | 17° |
| 3º  | Argentina | 18 | 158        | 88         | 47         | 17         | 24         | 60%        | 152        | 101        | 2.º           | 9.º           |               |               |               | 13.º          | 10.º          | 5.º           |               | 8.º           |               | 11.º          |               | 2.º           | 10.º          | 6.º           | 18.º          | 6.º           | 5.º           | 2°            | 16°           |     |
| 4º  | Italia    | 18 | 156        | 83         | 45         | 21         | 17         | 63%        | 128        | 77         |               |               |               | 7.º           | 10.º          |               | 9.º           | 9.º           | 2.º           | 10.º          | 4.º           |               | 12.º          | 3.º           | 2.º           | 5.º           | 15.º          |               | 26.º          | 22.º          |               |     |

### Máximos goleadores
El máximo goleador de la historia de los mundiales para Argentina es Lionel Messi con 13 anotaciones, seguido por Gabriel Batistuta con 10 goles y por Diego Maradona y Guillermo Stábile con 8 goles.
| Jugador           | Goles |
| ----------------- | ----- |
| Lionel Messi      | 13    |
| Gabriel Batistuta | 10    |
| Guillermo Stábile | 8     |
| Diego Maradona    | 8     |
| Mario Kempes      | 6     |
| Gonzalo Higuaín   | 5     |
| René Houseman     | 4     |
| Daniel Bertoni    | 4     |
| Leopoldo Luque    | 4     |
| Jorge Valdano     | 4     |
| Claudio Caniggia  | 4     |
| Hernán Crespo     | 4     |
| Julián Álvarez    | 4     |
| Orestes Corbatta  | 3     |
| Luis Artime       | 3     |
| Maxi Rodríguez    | 3     |
| Carlos Tévez      | 3     |

### Máximas presencias
Lionel Messi tiene el récord (absoluto) de más partidos en mundiales con 26 presencias.
- En esta lista están los jugadores que han representado, en al menos diez partidos, a la Selección de Fútbol de Argentina en mundiales.
- En negrita, jugadores actualmente en actividad.

| #                   | Jugador              | Presencias | Goles            | Mundiales disputados         |
| 1°                  | Lionel Messi         | 26         | 13               | 2006, 2010, 2014, 2018, 2022 |
| 2°                  | Diego Maradona       | 21         | 8                | 1982, 1986, 1990, 1994       |
| 3°                  | Javier Mascherano    | 20         | -                | 2006, 2010, 2014, 2018       |
| 4°                  | Mario Alberto Kempes | 18         | 6                | 1974, 1978, 1982             |
| 4°                  | Ángel Di María       | 18         | 3                | 2010, 2014, 2018, 2022       |
| 6°                  | Oscar Ruggeri        | 16         | 1                | 1986, 1990, 1994             |
| 7°                  | Jorge Burruchaga     | 14         | 3                | 1986, 1990                   |
| 7°                  | Gonzalo Higuaín      | 14         | 5                | 2010, 2014, 2018             |
| 7°                  | Nicolás Otamendi     | 14         | -                | 2010, 2018, 2022             |
| 10°                 | Ubaldo Fillol        | 13         | -12              | 1974, 1978, 1982             |
| 11°                 |                      |            |                  |                              |
| René Houseman       | 12                   | 4          | 1974, 1978       |                              |
| Luis Galván         | 12                   | -          | 1978, 1982       |                              |
| Jorge Olguín        | 12                   | -          | 1978, 1982       |                              |
| Daniel Passarella   | 12                   | 3          | 1978, 1982       |                              |
| Alberto Tarantini   | 12                   | 1          | 1978, 1982       |                              |
| Julio Olarticoechea | 12                   | -          | 1982, 1986, 1990 |                              |
| Gabriel Batistuta   | 12                   | 10         | 1994, 1998, 2002 |                              |
| Maxi Rodríguez      | 12                   | 3          | 2006, 2010, 2014 |                              |
| Sergio Agüero       | 12                   | 2          | 2010, 2014, 2018 |                              |
| Sergio Romero       | 12                   | -10        | 2010, 2014       |                              |
| 21°                 | Osvaldo Ardiles      | 11         | 1                | 1978, 1982                   |
| 21°                 | Daniel Bertoni       | 11         | 4                | 1978, 1982                   |
| 21°                 | Américo Gallego      | 11         | -                | 1978, 1982                   |
| 21°                 | Sergio Batista       | 11         | -                | 1986, 1990                   |
| 21°                 | Ricardo Giusti       | 11         | -                | 1986, 1990                   |
| 21°                 | Ariel Ortega         | 11         | 2                | 1994, 1998, 2002             |
| 21°                 | Diego Simeone        | 11         | -                | 1994, 1998, 2002             |
| 21°                 | Juan Sebastián Verón | 11         | -                | 1998, 2002, 2010             |
| 29°                 | Claudio Caniggia     | 10         | 4                | 1990, 1994, 2002             |
| 29°                 | Roberto Ayala        | 10         | 1                | 1998, 2002, 2006             |
| 29°                 | Nicolás Tagliafico   | 10         | -                | 2018, 2022                   |

### Máximas asistencias
El futbolista con más asistencias de la historia de los mundiales para Argentina es Lionel Messi con 9, seguido por Diego Maradona con 8 y Juan Sebastián Verón con 6.
(A partir del Mundial 1966)
| Jugador              | Asist. |
| -------------------- | ------ |
| Lionel Messi         | 9      |
| Diego Maradona       | 8      |
| Juan Sebastián Verón | 6      |
| Juan Román Riquelme  | 4      |
| Mario Kempes         | 3      |
| Daniel Passarella    | 3      |
| Daniel Bertoni       | 3      |

### Historial oficial en mundiales
Actualizado hasta el Campeonato Mundial de Qatar de 2022

## Planteles que disputaron los mundiales
La Selección de fútbol de Argentina ha participado en dieciocho ediciones de la Copa Mundial de Fútbol siendo la anfitriona de la edición de 1978. El mejor resultado obtenido por la Selección Argentina en este torneo fue al proclamarse tres veces campeona del mundo en las Copas Mundiales de Fútbol de 1978 (en Argentina), 1986 (en México) y 2022 (en Catar).
Los números en las camisetas fueron utilizados a partir de la Copa Mundial de 1954.

### Convocatorias

##### Copa Mundial de 1930
Fuente:
| - Arqueros - Ángel Bossio - Juan Botasso - Defensores - Alberto Chividini - José Della Torre - Juan Evaristo - Ramón Muttis - Rodolfo Orlandini - Fernando Paternoster - Adolfo Zumelzú | - Mediocampistas - Luis Monti - Pedro Suárez - Edmundo Piaggio - Mario Evaristo - Delanteros - Roberto Cherro - Attilio Demaría - Manuel Ferreira - Natalio Perinetti - Carlos Peucelle - Alejandro Scopelli - Carlos Spadaro - Guillermo Stábile - Francisco Varallo |

- D.T.: Francisco Olazar

##### Copa Mundial de 1934

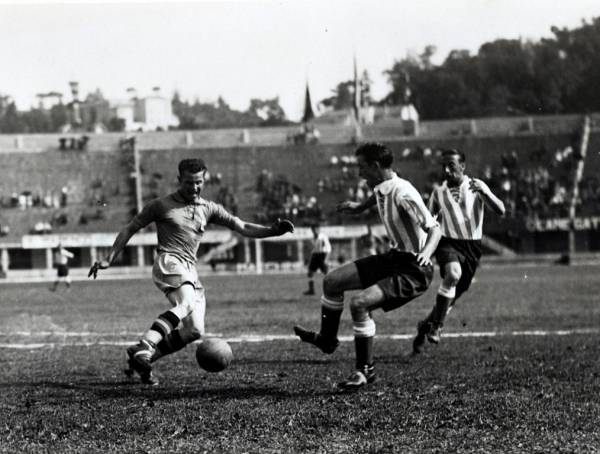
El jugador sueco Nils Axelsson contra los jugadores argentinos en el partido contra Suecia por los octavos de final donde Argentina perdería por 3 a 2 y quedaría eliminado.

| - Arqueros - Héctor Freschi - Ángel Grippa - Defensores - Ramón Astudillo - Ernesto Belis - Enrique Chimento - Juan Pedevilla | - Mediocampistas - Ernesto Albarracín - Arcadio López - Alfonso Lorenzo - José Nehin - Constantino Urbieta Sosa - Delanteros - Alfredo Devincenzi - Alberto Galateo - Roberto Irañeta - Luis Izzeta - Francisco Pérez - Francisco Rúa - Federico Wilde |

- D.T.: Filippo Pascucci (italiano)

##### Copa Mundial de 1958

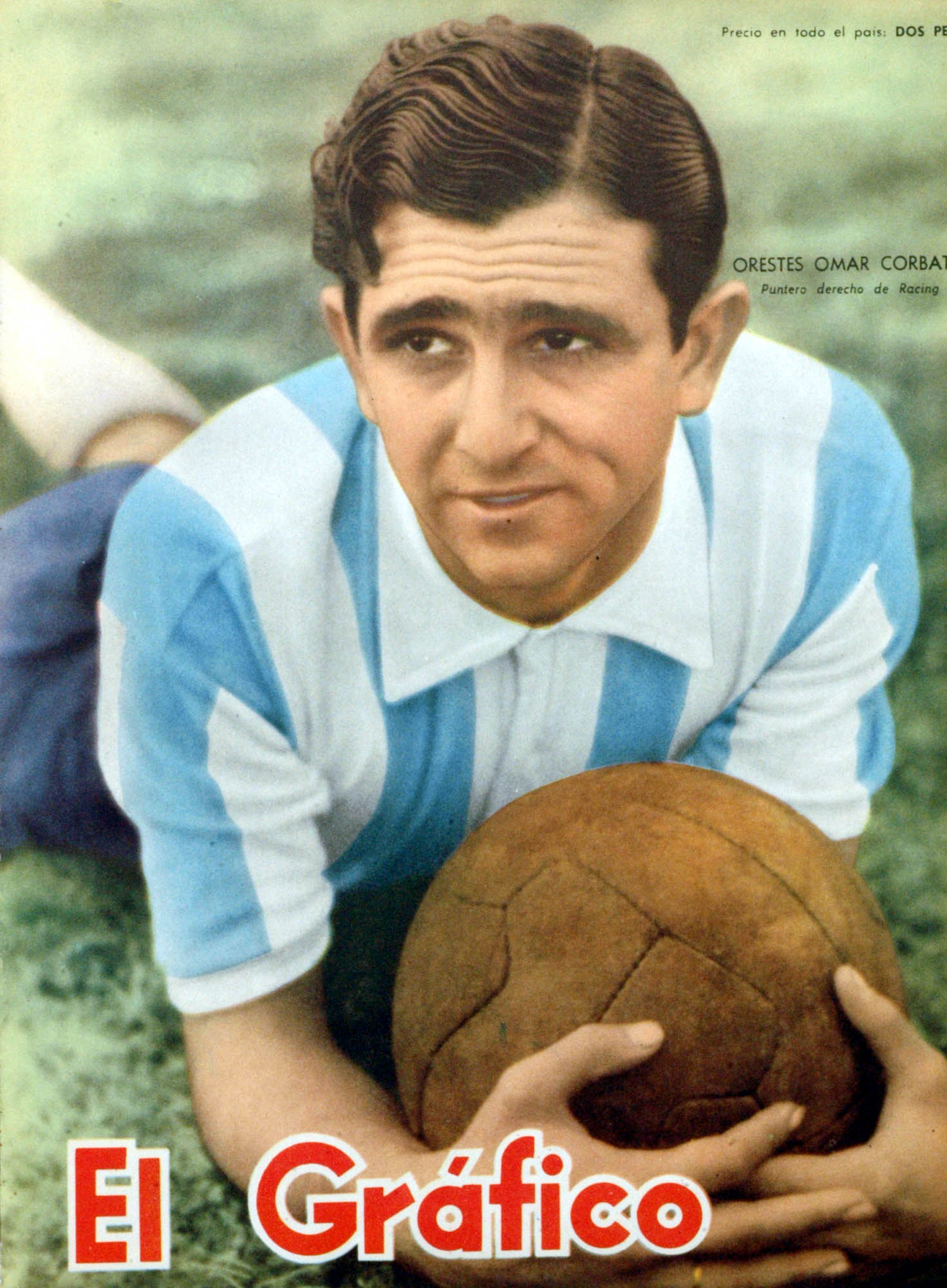
Orestes Corbatta fue el máximo goleador argentino en el mundial 1958 con 3 goles en los tres partidos que disputó Argentina.

| - Arqueros - 1 Amadeo Carrizo - 12 Julio Elías Musimessi - Defensores - 2 Pedro Dellacha - 3 Federico Vairo - 4 Francisco Lombardo - 6 José Varacka - 13 Alfredo Pérez - 14 Federico Edwards - 15 David Acevedo - 17 José Ramos Delgado | - Mediocampistas - 5 Néstor Rossi - 8 Eliseo Prado - 16 Eliseo Mouriño - 19 Ludovico Avio - Delanteros - 7 Orestes Corbatta - 9 Norberto Menéndez - 10 Alfredo Rojas - 11 Ángel Labruna - 18 Norberto Boggio - 20 Ricardo Infante - 21 José Sanfilippo - 22 Osvaldo Cruz |

- D.T.: Guillermo Stábile

##### Copa Mundial de 1962

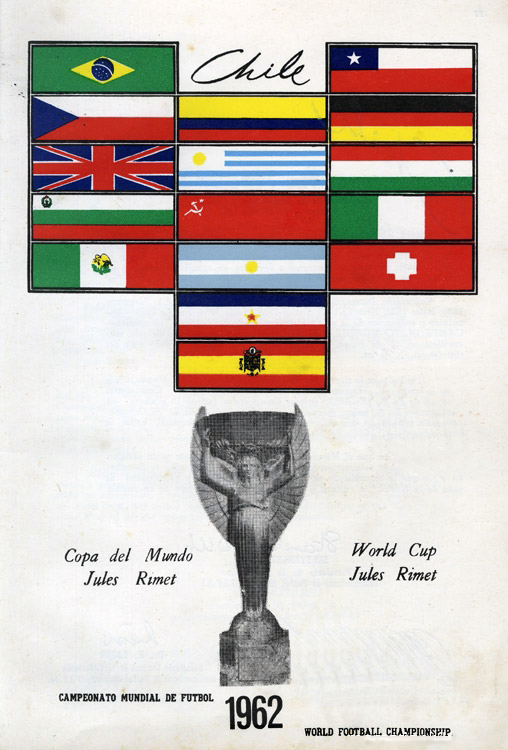
Afiche de El Diario Ilustrado con los 16 países participantes donde aparece la Bandera de Argentina

| - Arqueros - 1 Antonio Roma - 12 Rogelio Domínguez - Defensores - 2 José Ramos Delgado - 3 Silvio Marzolini - 4 Alberto Sainz - 6 Raúl Páez - 14 Alberto Mariotti - 15 Rubén Navarro - 17 José Albrecht - 18 Vladislao Cap | - Mediocampistas - 5 Federico Sacchi - 13 Oscar Rossi - 16 Antonio Rattín - Delanteros - 7 Héctor Facundo - 8 Martín Pando - 9 Marcelo Pagani - 10 José Sanfilippo - 11 Raúl Oscar Belén - 19 Rubén Sosa - 20 Juan Carlos Oleniak - 21 Ramón Abeledo - 22 Alberto González |

- D.T.: Juan Carlos Lorenzo

##### Copa Mundial de 1966

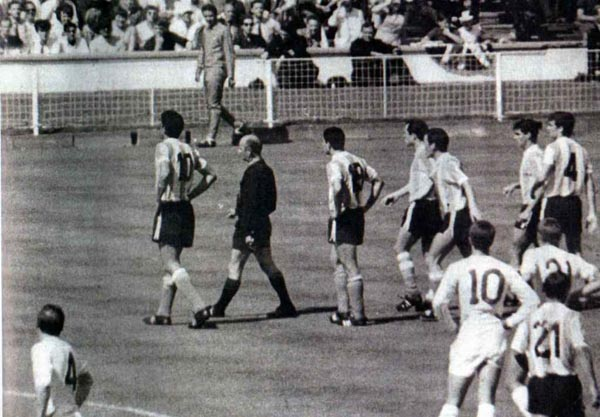
Antonio Rattín es expulsado en el partido contra Inglaterra

| - Arqueros - 1 Antonio Roma - 2 Rolando Irusta - 3 Hugo Gatti - Defensores - 4 Roberto Perfumo - 6 Oscar Calics - 7 Silvio Marzolini - 8 Roberto Ferreiro - 13 Nelson López | - Mediocampistas - 5 José Varacka - 9 Carmelo Simeone - 10 Antonio Rattín - 11 José Pastoriza - 12 José Albrecht - 17 Juan Carlos Sarnari - Delanteros - 14 Mario Chaldú - 15 Jorge Solari - 16 Alberto González - 18 Alfredo Rojas - 19 Luis Artime - 20 Ermindo Onega - 21 Oscar Más - 22 Aníbal Tarabini |

- D.T.: Juan Carlos Lorenzo

##### Copa Mundial de 1974

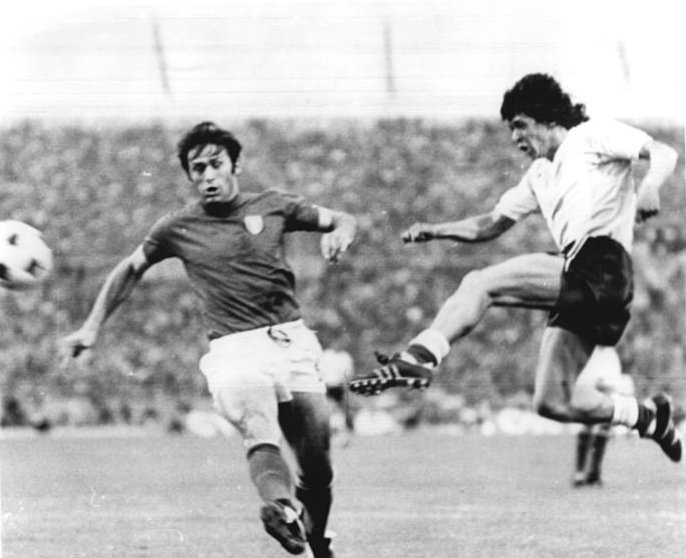
René Houseman en el Mundial de Alemania de 1974, en el momento de rematar al gol en el 1 a 1 contra Italia

| - Arqueros - 1 Daniel Carnevali - 12 Ubaldo Fillol - 21 Miguel Ángel Santoro - Defensores - 5 Ángel Bargas - 7 Jorge Carrascosa - 9 Rubén Oscar Glaria - 10 Ramón Heredia - 14 Roberto Perfumo - 16 Francisco Sá - 17 Carlos Squeo - 19 Néstor Togneri - 20 Enrique Wolff | - Mediocampistas - 6 Miguel Brindisi - 8 Enrique Chazarreta - 18 Roberto Telch - Delanteros - 2 Rubén Hugo Ayala - 3 Carlos Babington - 4 Agustín Balbuena - 11 René Houseman - 13 Mario Kempes - 15 Aldo Poy - 22 Héctor Yazalde |

- D.T.: Vladislao Cap relevando a Enrique Omar Sìvori

##### Copa Mundial de 1978
| - Arqueros - 3 Héctor Baley - 5 Ubaldo Fillol - 13 Ricardo La Volpe - Defensores - 7 Luis Galván - 8 Rubén Galván - 11 Daniel Pedro Killer - 15 Jorge Olguín - 18 Rubén Pagnanini - 19 Daniel Passarella - 20 Alberto Tarantini | - Mediocampistas - 1 Norberto Alonso - 2 Osvaldo Ardiles - 6 Américo Gallego - 9 René Houseman - 12 Omar Larrosa - 17 Miguel Oviedo - 21 Daniel Valencia - 22 Julio Villa - Delanteros - 4 Daniel Bertoni - 10 Mario Alberto Kempes - 14 Leopoldo Jacinto Luque - 16 Oscar Alberto Ortiz |

- D.T.: César Luis Menotti

##### Copa Mundial de 1982
| - Arqueros - 2 Héctor Baley - 7 Ubaldo Fillol - 16 Nery Pumpido - Defensores - 8 Luis Galván - 13 Julio Olarticoechea - 14 Jorge Olguín - 15 Daniel Passarella - 18 Alberto Tarantini - 19 Enzo Trossero - 22 José Van Tuyne | - Mediocampistas - 1 Osvaldo Ardiles - 3 Juan Barbas - 9 Américo Gallego - 10 Diego Maradona - 12 Patricio Hernández - Delanteros - 4 Daniel Bertoni - 5 Gabriel Calderón - 6 Ramón Ángel Díaz - 11 Mario Kempes - 17 Santiago Santamaria - 20 Jorge Valdano - 21 Daniel Valencia |

- D.T.: César Luis Menotti

##### Copa Mundial de 1986
| - Arqueros - 15 Luis Islas - 18 Nery Pumpido - 22 Héctor Zelada - Defensores - 5 José Luis Brown - 6 Daniel Passarella - 8 Néstor Clausen - 9 José Luis Cucciufo - 13 Oscar Garré - 16 Julio Olarticoechea - 19 Oscar Ruggeri | - Mediocampistas - 2 Sergio Batista - 3 Ricardo Bochini - 4 Claudio Borghi - 10 Diego Maradona - 12 Héctor Enrique - 14 Ricardo Giusti - 20 Carlos Tapia - 21 Marcelo Trobbiani - Delanteros - 1 Sergio Almirón - 7 Jorge Burruchaga - 11 Jorge Valdano - 17 Pedro Pasculli |

- D.T.: Carlos Salvador Bilardo

##### Copa Mundial de 1990

Formación de la final del Mundial (Argentina - Alemania Federal)

| - Arqueros - 1 Nery Pumpido - 1 Ángel David Comizzo - 12 Sergio Goycochea - 22 Fabián Cancelarich - Defensores - 5 Edgardo Bauza - 11 Néstor Fabbri - 13 Néstor Lorenzo - 15 Pedro Monzón - 17 Roberto Sensini - 18 José Serrizuela - 19 Oscar Ruggeri - 20 Juan Simón | - Mediocampistas - 2 Sergio Batista - 4 José Basualdo - 7 Jorge Burruchaga - 10 Diego Maradona - 14 Ricardo Giusti - 16 Julio Olarticoechea - 21 Pedro Troglio - Delanteros - 3 Abel Balbo - 6 Gabriel Calderón - 8 Claudio Caniggia - 9 Gustavo Dezotti |

- D.T.: Carlos Salvador Bilardo

##### Copa Mundial de 1994
| - Arqueros - 1 Sergio Goycochea - 12 Luis Islas - 22 Norberto Scoponi - Defensores - 2 Sergio Vázquez - 3 José Chamot - 4 Roberto Sensini - 6 Oscar Ruggeri - 13 Fernando Cáceres - 15 Jorge Borelli - 16 Hernán Díaz | - Mediocampistas - 5 Fernando Redondo - 8 José Basualdo - 10 Diego Maradona - 14 Diego Simeone - 18 Hugo Leonardo Pérez - 20 Leonardo Rodríguez - 21 Alejandro Mancuso - Delanteros - 7 Claudio Caniggia - 9 Gabriel Batistuta - 11 Ramón Medina Bello - 17 Ariel Ortega - 19 Abel Balbo |

- D.T.: Alfio Basile

##### Copa Mundial de 1998
| - Arqueros - 1 Carlos Roa - 12 Germán Burgos - 17 Pablo Cavallero - Defensores - 2 Roberto Ayala - 3 José Chamot - 4 Héctor Pineda - 6 Roberto Sensini - 13 Pablo Paz - 14 Nelson Vivas - 22 Javier Zanetti | - Mediocampistas - 5 Matías Almeyda - 8 Diego Simeone - 11 Juan Sebastián Verón - 15 Leonardo Astrada - 16 Sergio Berti - 20 Marcelo Gallardo - Delanteros - 7 Claudio López - 9 Gabriel Batistuta - 10 Ariel Ortega - 18 Abel Balbo - 19 Hernán Crespo - 21 Marcelo Delgado |

- D.T.: Daniel Passarella

##### Copa Mundial de 2002

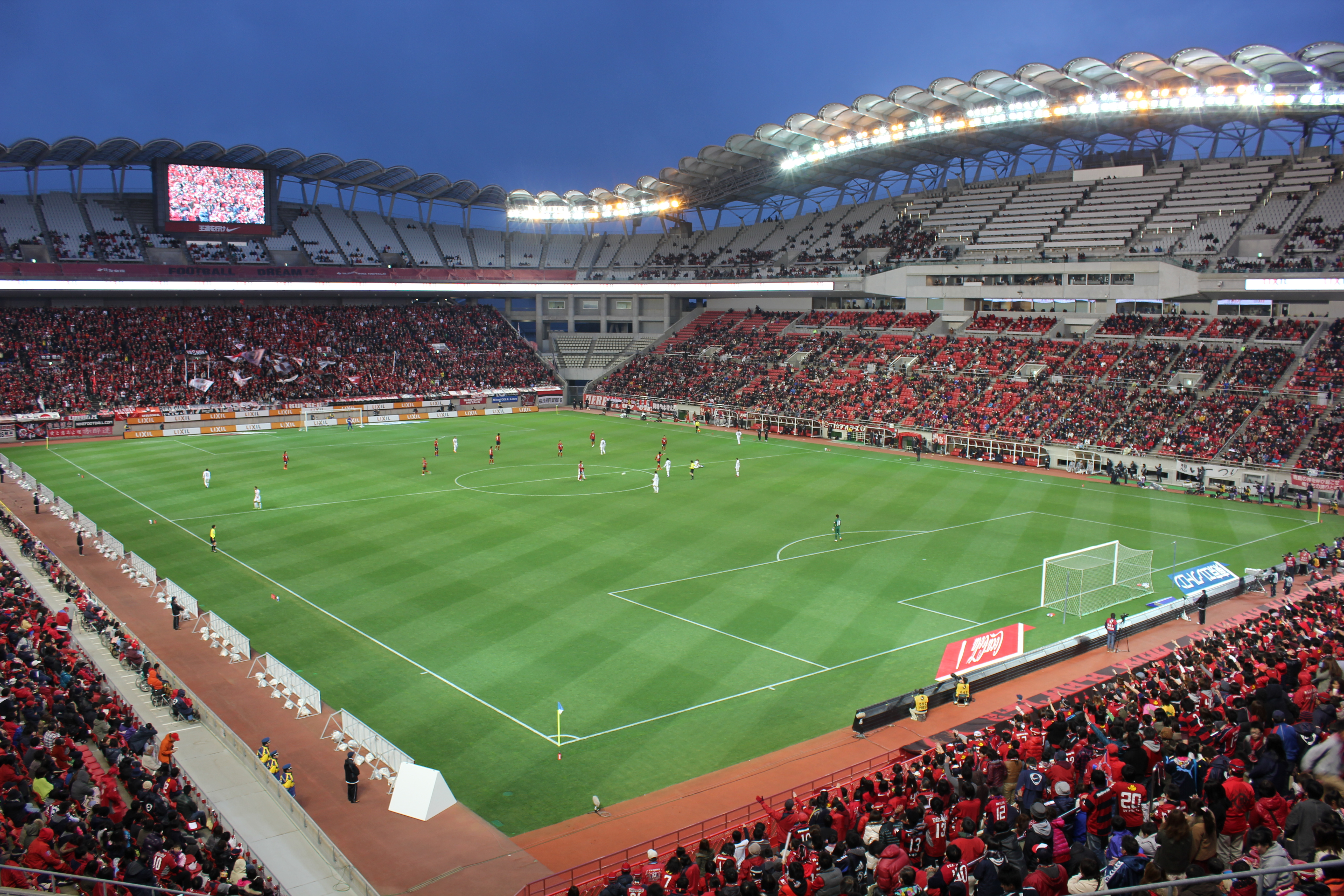
El Estadio de Kashima, donde el partido Argentina 1 - Nigeria 0 fue el primer partido mundialista que recibió.

| - Arqueros - 1 Germán Burgos - 12 Pablo Cavallero - 23 Roberto Bonano - Defensores - 2 Roberto Ayala - 4 Mauricio Pochettino - 6 Walter Samuel - 13 Diego Placente - 22 José Chamot | - Mediocampistas - 3 Juan Pablo Sorín - 5 Matías Almeyda - 8 Javier Zanetti - 10 Ariel Ortega - 11 Juan Sebastián Verón - 14 Diego Simeone - 15 Claudio Husaín - 16 Pablo Aimar - 20 Marcelo Gallardo - Delanteros - 7 Claudio López - 9 Gabriel Batistuta - 17 Gustavo López - 18 Cristian González - 19 Hernán Crespo - 21 Claudio Paul Caniggia |

- D.T.: Marcelo Bielsa

##### Copa Mundial de 2006

Formación del partido Argentina 6 - Serbia y Montenegro, donde Argentina marca el gol con más pases (26 pases en 56 segundos) con definición de Esteban Cambiasso.

| - Arqueros - 1 Roberto Abbondanzieri - 12 Leonardo Franco - 23 Oscar Ustari - Defensores - 2 Roberto Ayala - 3 Juan Pablo Sorín - 4 Fabricio Coloccini - 6 Gabriel Heinze - 13 Lionel Scaloni - 15 Gabriel Milito - 17 Leandro Cufré - 21 Nicolás Burdisso | - Mediocampistas - 5 Esteban Cambiasso - 8 Javier Mascherano - 10 Juan Román Riquelme - 16 Pablo Aimar - 18 Maxi Rodríguez - 22 Lucho González - Delanteros - 7 Javier Saviola - 9 Hernán Crespo - 11 Carlos Tévez - 14 Rodrigo Palacio - 19 Lionel Messi - 20 Julio Ricardo Cruz |

- D.T.: José Pekerman

##### Copa Mundial de 2010

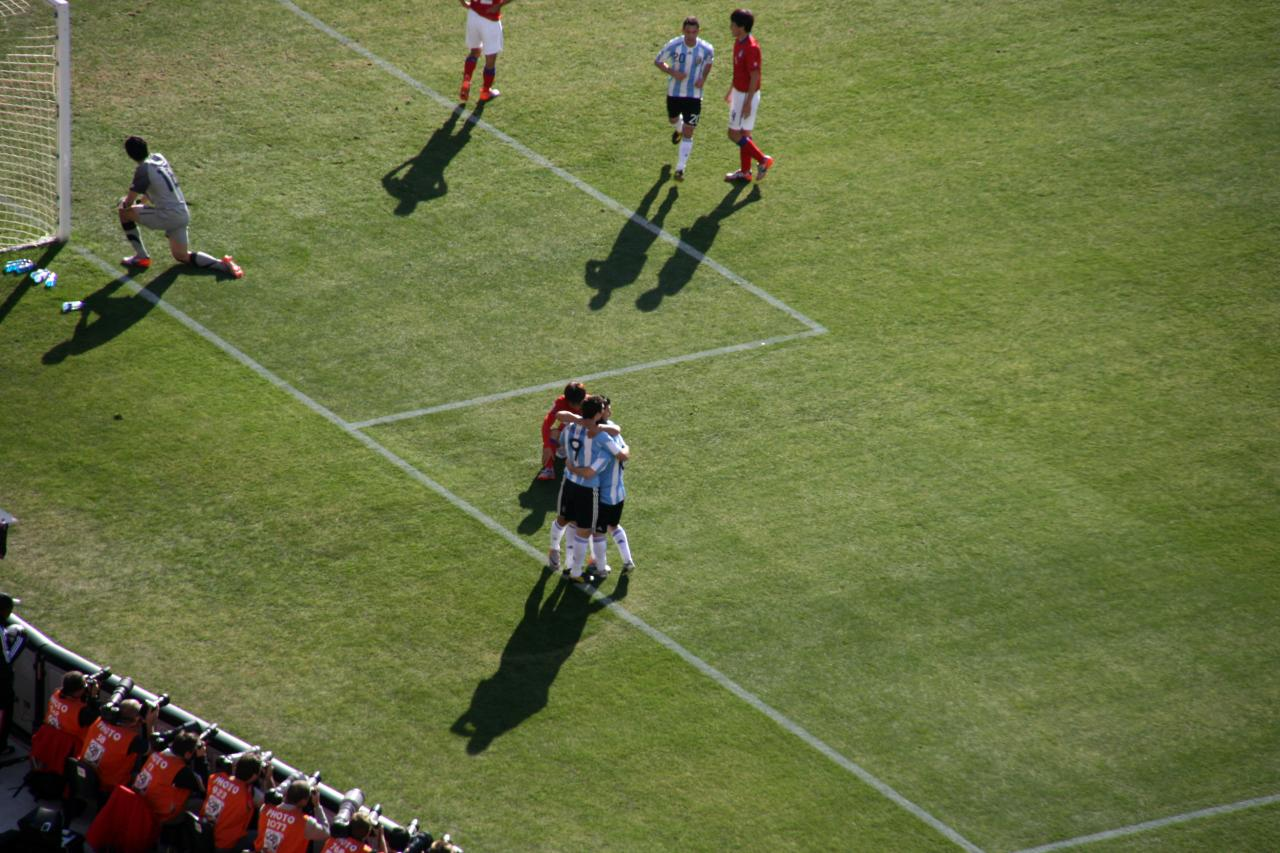
Argentina y Corea del Sur durante el juego en la Copa Mundial de 2010, el 17 de junio de 2010, Estadio Soccer City, Johannesburgo. Gonzalo Higuaín celebra su triplete con sus compañeros.

| - Arqueros - 1 Diego Pozo - 21 Mariano Andujar - 22 Sergio Romero - Defensores - 2 Martín Demichelis - 3 Clemente Rodríguez - 4 Nicolás Burdisso - 6 Gabriel Heinze - 12 Ariel Garcé - 13 Walter Samuel - 15 Nicolás Otamendi | - Mediocampistas - 5 Mario Bolatti - 7 Ángel Di María - 8 Juan Sebastián Verón - 14 Javier Mascherano - 17 Jonás Gutiérrez - 20 Maxi Rodríguez - 23 Javier Pastore - Delanteros - 9 Gonzalo Higuaín - 10 Lionel Messi - 11 Carlos Tévez - 16 Sergio Agüero - 18 Martín Palermo - 19 Diego Milito |

- D.T.: Diego Maradona

#### Copa Mundial de 2014

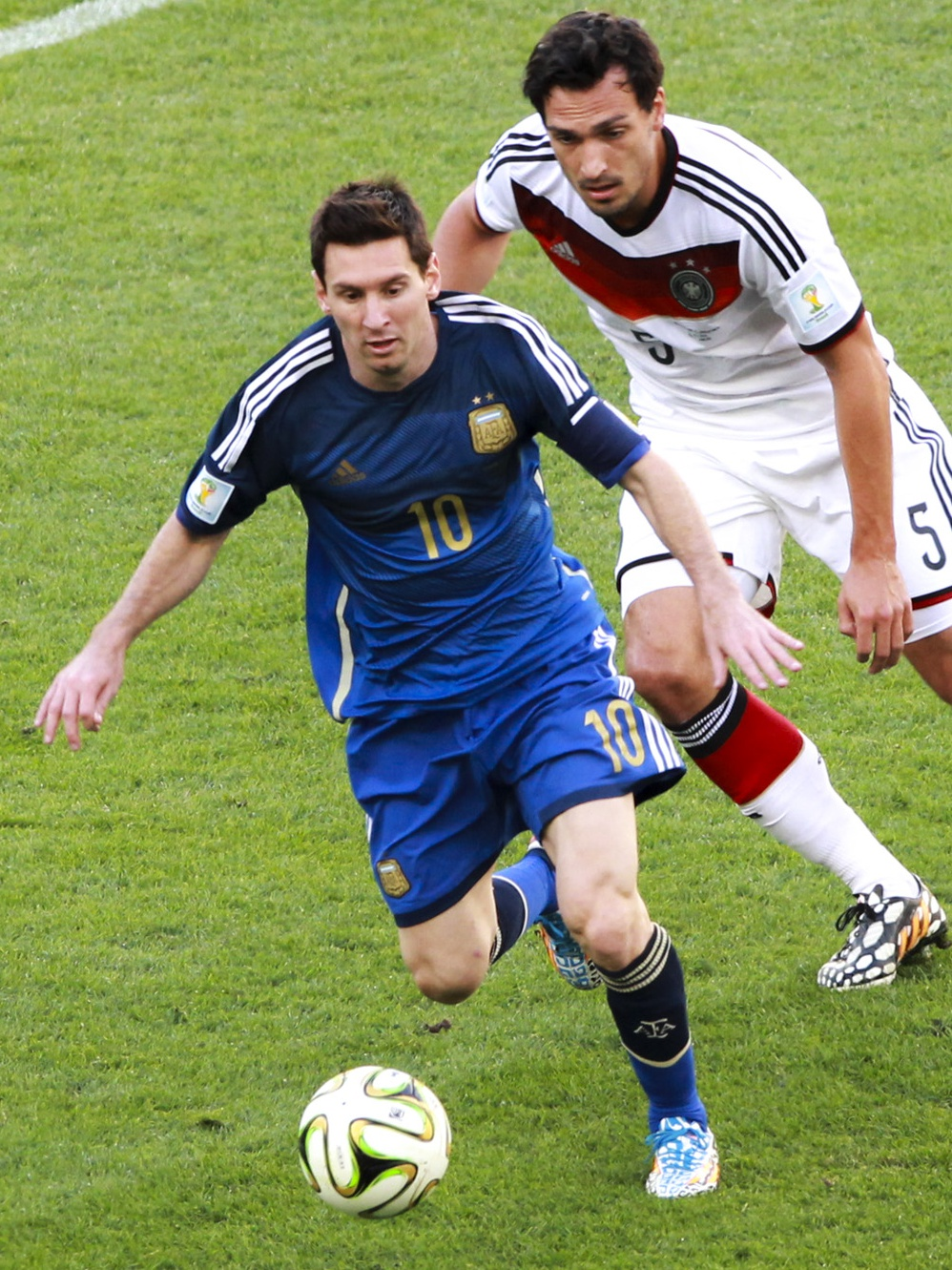
Lionel Messi, máximo goleador del equipo con 4 tantos.

| - Arqueros - 1 Sergio Romero - 12 Agustín Orion - 21 Mariano Andújar - Defensores - 2 Ezequiel Garay - 3 Hugo Campagnaro - 4 Pablo Zabaleta - 15 Martín Demichelis - 16 Marcos Rojo - 17 Federico Fernández - 23 José Basanta | - Mediocampistas - 5 Fernando Gago - 6 Lucas Biglia - 7 Ángel Di María - 8 Enzo Pérez - 11 Maxi Rodríguez - 13 Augusto Fernández - 14 Javier Mascherano - 19 Ricardo Álvarez - Delanteros - 9 Gonzalo Higuaín - 10 Lionel Messi - 18 Rodrigo Palacio - 20 Sergio Agüero - 22 Ezequiel Lavezzi |

- D.T.: Alejandro Sabella

#### Copa Mundial de 2018
| - Arqueros - 1 Nahuel Guzmán - 12 Franco Armani - 23 Wilfredo Caballero - Defensores - 2 Gabriel Mercado - 3 Nicolás Tagliafico - 4 Cristian Ansaldi - 6 Federico Fazio - 8 Marcos Acuña - 16 Marcos Rojo - 17 Nicolás Otamendi | - Mediocampistas - 5 Lucas Biglia - 7 Éver Banega - 11 Ángel Di María - 13 Maximiliano Meza - 14 Javier Mascherano - 15 Enzo Pérez - 18 Eduardo Salvio - 20 Giovani Lo Celso - 22 Cristian Pavón - Delanteros - 9 Gonzalo Higuaín - 10 Lionel Messi - 19 Sergio Agüero - 21 Paulo Dybala |

- D.T.: Jorge Sampaoli

#### Copa Mundial de 2022

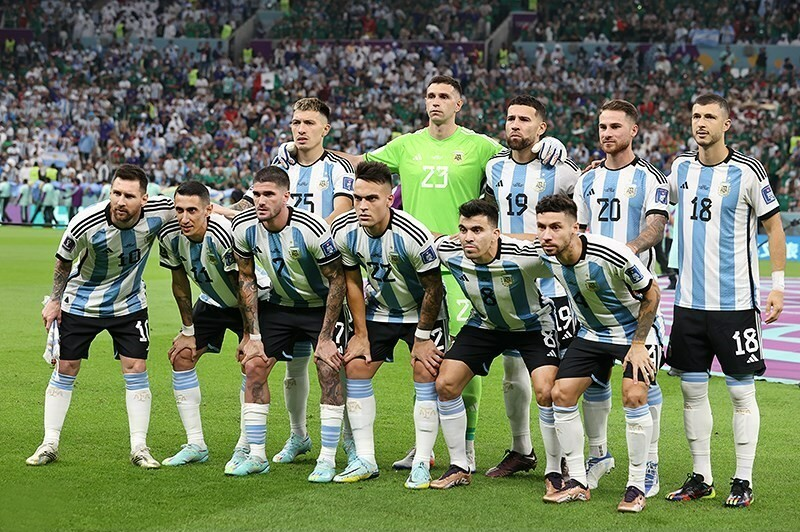
El plantel de Argentina antes del partido contra México

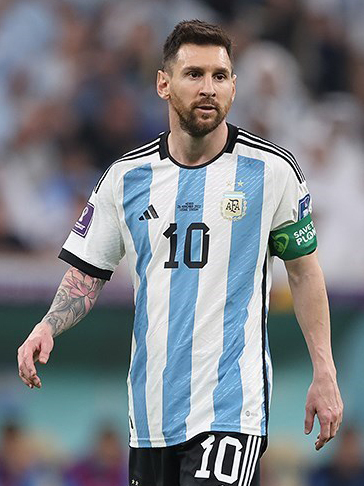
Lionel Messi, capitán de la selección de fútbol de Argentina, campeona del mundo en Qatar.

| - Arqueros - 1 Franco Armani - 12 Gerónimo Rulli - 23 Emiliano Martínez - Defensores - 2 Juan Foyth - 3 Nicolás Tagliafico - 4 Gonzalo Montiel - 6 Germán Pezzella - 13 Cristian Romero - 19 Nicolás Otamendi - 25 Lisandro Martínez - 26 Nahuel Molina | - Mediocampistas - 5 Leandro Paredes - 7 Rodrigo de Paul - 8 Marcos Acuña - 14 Exequiel Palacios - 16 Thiago Almada - 17 Alejandro Gómez - 18 Guido Rodríguez - 20 Alexis Mac Allister - 24 Enzo Fernández - Delanteros - 9 Julián Álvarez - 10 Lionel Andrés Messi - 11 Ángel Di María - 15 Ángel Correa - 21 Paulo Dybala - 22 Lautaro Martínez |

- D.T.: Lionel Scaloni